# Heerlijkheid Putten

Wapen van de heerlijkheid Putten

De heerlijkheid Putten (ook wel "den lande van Put" of "de vorsche van Put") was een zelfstandige heerlijkheid op en rondom het eiland Putten in de huidige Nederlandse provincie Zuid-Holland. De heerlijkheid bestond aanvankelijk uit het eiland Putten en delen van IJsselmonde, de Hoeksche Waard en Flakkee.

## Geschiedenis

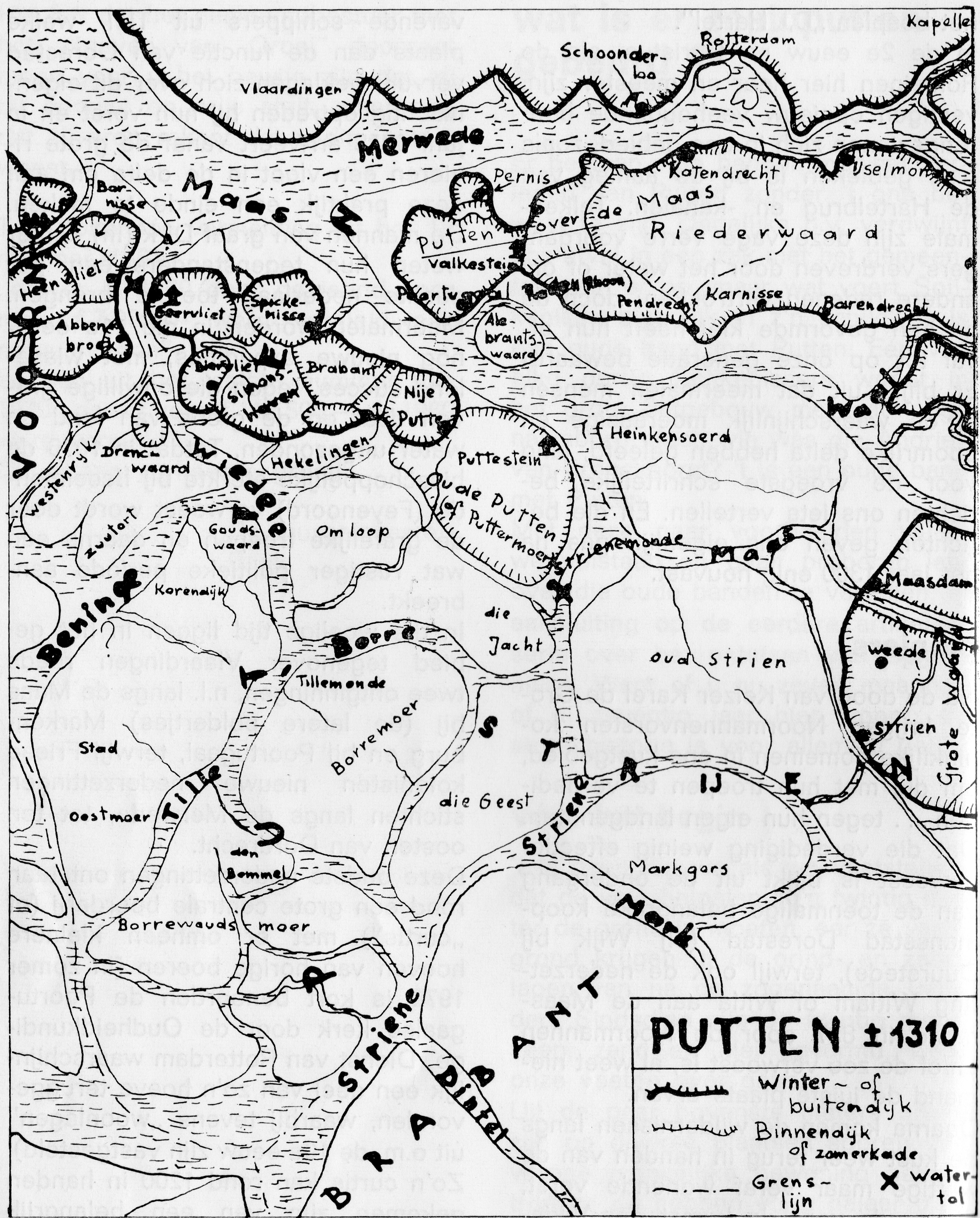
Kaart Heerlijkheid Putten ±1310

De Heerlijkheid Putten ontstond waarschijnlijk in de 12e eeuw. Zij strekte zich uit van Kat(h)endrecht bij Rotterdam (ongeveer het huidige Charlois), via Poortugaal, het eiland Putten en het westelijk deel van de Hoeksche Waard tot aan het oostelijk deel van Flakkee. Zij werd bestuurd door de heren en vrouwen van Putten, totdat de laatste telg in 1459 uitstierf. Niet lang daarna kwam de Heerlijkheid Putten volledig in handen van de graven van Holland. In de Franse tijd ging de bestuursstructuur van Nederland op de schop en werden alle heerlijkheden opgeheven, ook die van Putten.
Het ontstaan van de Heerlijkheid Putten betreft zowel het ontstaan van het geografische gebied, als de bestuurlijke eenheid. Beide zijn sterk vervlochten.

### Vroege Middeleeuwen

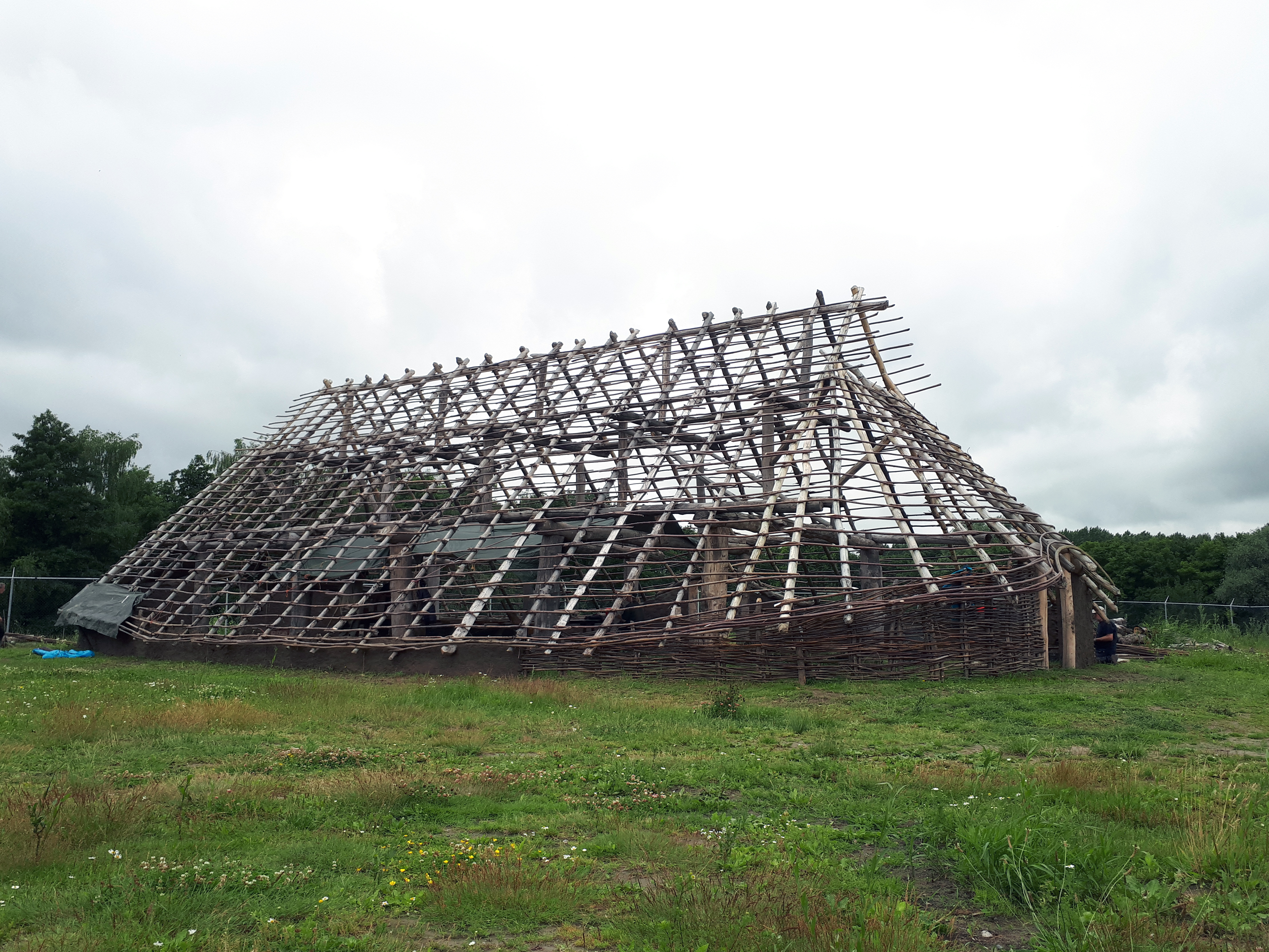
Reconstructie boerderij uit ±900, gevonden in Spijkenisse-Hartel West

In de vroege Middeleeuwen (450-1000) was het huidige eiland Putten en omstreken een moerasgebied en daardoor vrijwel onbewoonbaar. De vroegste sporen uit dit gebied zijn gevonden in de polders Oud- en Nieuw-Markenburg, in het noordwesten van het huidige Spijkenisse, bij het huidige Hartelkanaal. Daar zijn vondsten vanaf de Karolingische tijd en bewoningssporen vanaf de 10e eeuw aangetroffen.
Vanaf 900 gingen boeren de wildernis ontginnen en groeven zij sloten om het water af te voeren. Door deze afwatering ging de veenbodem inklinken en werd het land kwetsbaar voor overstromingen. Het land was immers nog niet bedijkt. De hogere en stevigere kreekruggen hadden niet of nauwelijks last van inklinking vanwege hun zandige of zavelige bodem. Hierdoor werden de hoogteverschillen tussen de 'poelgebieden' en de kreekruggen hoger.

### 11e eeuw
In de 11e eeuw bezat het geslacht Van Voorne het gebied tussen de rivier de Striene (die dwars door de Hoeksche Waard liep) in het oosten, de Noordzee in het westen, de Oude Maas in het noorden tot en met het oostelijk deel van Flakkee in het zuiden. Ook Putten viel daar onder. Maar de Heerlijkheid Roeden (Rhoon en omgeving) behoorde tot een afzonderlijk grafelijk leen.
In de 11e eeuw was de Heerlijkheid Putten nog een geheel aaneengesloten gebied, dat slechts door vlieten en kreken werd doorsneden. Er waren toen twee ontginningen binnen het gebied van de Heerlijkheid Putten: (1) Markenburg, in het noorden van het huidige Spijkenisse, bij het Hartelkanaal, en (2) bij het huidige Poortugaal. Deze oude nederzettingen ontstonden rond een grote boerderij, curtis genaamd, met daar omheen kleinere hoeven voor de horigen.

### 12e eeuw
Er waren inmiddels diverse nederzettingen gekomen. Maar in de 12e eeuw overstroomde het gebied rond de Maasmond meerdere malen. Vooral in de winters van 1163-1164 en tijdens de Allerheiligenvloed (1170) richtte het water grote schade aan: vele nederzetting werden volledig weggevaagd, waaronder die in Markenburg en het huidige Simonshaven. Weidegronden en akkers gingen verloren, huizen en boerderijen werden verwoest, het gebied werd bedekt met een laag klei, het stelsel van kreken en andere watergangen ging verloren, de sloten slibden dicht. De mensen moesten weer helemaal opnieuw beginnen.

Daarna had men begrepen dat er dijken nodig waren om dergelijke rampen te beperken. In de 12e en 13e eeuw werden er dan ook dijken gebouwd en afwateringen aangelegd, waardoor er polders ontstonden. De landsheren, waaronder Graaf Floris III en zijn opvolgers, stimuleerden waterstaatswerken en bedijkingen, want die beschermden hun eigen bezittingen en de ontgonnen gronden zorgden voor meer tienden. Hierdoor werd in de 12e en 13e eeuw steeds meer wildernis ontgonnen. De polders in Putten waren aanvankelijk niet meer dan eilandjes in een veengebied, pas later werden ze verbonden door andere dijken waardoor er een groter, aaneengesloten gebied ontstond.

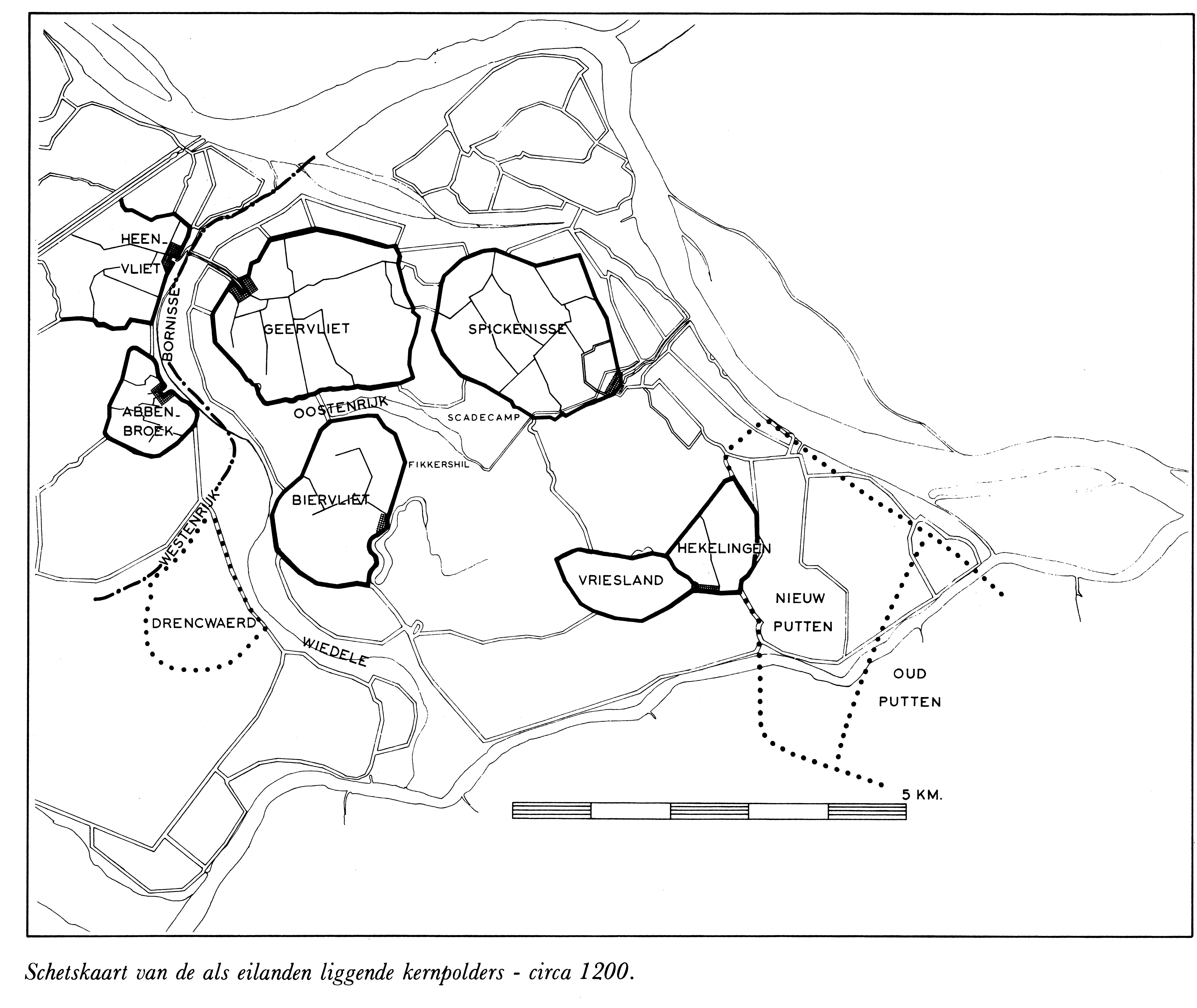
Eerste polders op het eiland Putten ±1200

### Eerste polders
Het eerste zekere feit dat er in ieder geval een begin van de Heerlijkheid Putten was, was de vestiging van een tol bij Geervliet in 1179. Een tol veronderstelt een tolhuis en enkele beambten, dus een minimum van bewoning en daarmee een gebied waarin gewoond kan worden, en dus een dijk/polder. Geervliet was waarschijnlijk een van de eerste bedijkingen in een uitgebreid gebied van gorzen en slikken tussen Voorne, Strijen en het vasteland van Zuid-Holland.

#### Tol bij Geervliet
Toen in de 12e eeuw de Wiedele niet langer een smal veenwater was, maar een brede rivier, wellicht juist door de overstromingen uit de 12e eeuw, werd hij belangrijker voor de scheepvaart vanuit en naar Vlaanderen. Toen schippers via die nieuwe route massaal de tol bij Strienemonde (nu midden in de Hoeksche Waard) ontdoken, stelde graaf Floris III van Holland prompt een tol in aan het einde van de Wiedele, bij Geervliet, wellicht al in 1157, in ieder geval enkele jaren vóór 1166. Hierdoor kwam hij in conflict met Vlaanderen, hij werd zelfs gevangen genomen. In 1179 kreeg de graaf alsnog van de Duitse keizer Frederik Barbarossa per akte officieel het recht om tol te heffen bij Geervliet. Hiermee was het geschil geslecht en moest elke schipper die Geervliet passeerde, 5% van de waarde van zijn lading betalen aan de Hollandse graaf.

### Ontstaan van de heerlijkheid
De allereerste polders zullen die van het Oude en Nieuwe Putten zijn geweest, in het noorden van de huidige Hoeksche Waard en het oosten van het eiland Putten. De Heerlijkheid Putten is waarschijnlijk ontstaan vanuit deze polder en het daarin gelegen dorp Putten. Dit dorp vormde de oorspronkelijke kern van de heerschappij van de heren en vrouwen van Putten. De naam zou op het hele gebied zijn overgegaan. Ook het bestuurlijke centrum lag aanvankelijk in deze polder Putten, in kasteel Puttensteyn, tussen het huidige Oud-Beijerland en Heinenoord. Na de verwoesting ervan, in 1304, werd het bestuurscentrum verplaatst naar het Hof van Putten in Geervliet.
Na Putten werden de polders Geervliet, Spickenisse (Spijkenisse), Biervliet, Vriesland en Hekelingen bedijkt. In de loop van de volgende eeuwen stimuleerden de bestuurders om meer dijken, en dus meer polders, te bouwen. 
Zie de lijst van polders in de heerlijkheid Putten voor een overzicht van alle polders in de heerlijkheid met hun (vermoedelijke) datum van ontstaan.

## Geografie

### Omvang en grenzen
Tot de Heerlijkheid Putten behoorden: 
- Putten over die Maze (Putten over de Oude Maas): het westelijk deel van IJsselmonde, met het kerkdorp Katendrecht (nu Charlois) en de bedijkingen van Pernis, Poortugaal en Hoogvliet.[10], uitgezonderd Rhoon en omgeving, dat tot de zelfstandige heerlijkheid Roeden behoorde.
- Eiland Putten: tussen Oude Maas, Bornisse, Wydele en Suedde (± huidige Spui); onder te verdelen in:
  - Putten binnen de Ring: de polders Putten (in de zuidoost hoek van het eiland), Geervliet, Biert, Simonshaven, Spijkenisse, Braband, Vriesland en Hekelingen.
  - Putten buiten de Ring, waaronder Putten over de Bernisse:  Drenkwaard en de latere polder Zuidland[11] èn de overige, later ingepolderde gebieden op het eiland Putten
- Putten over het Spui: de Westelijke punt van de Hoeksche Waard: Piershil, Corendike (Korendijk met Goudswaard), Beningerland en het Oude Putten
- Putten over Flakkee: Oostelijke punt van Overflakkee met Borrewoudsmoer/Berwoutsmoer en Stad Oostmoer; Den Bommel, Stad aan 't Haringvliet en Middelharnis, het vroegere St. Michiel in Putten, Trentmoer en Hegenisse (dit komt overeen met de streek, die zich nu tussen Oude Tonge en Ooltgensplaat uitstrekt).

Naast de ingepolderde delen, behoorden ook de aangrenzende buitendijkse gebieden tot de Heerlijkheid, die bij vloed vaak onder water liepen. Hemelsbreed was het van oost naar west twintig kilometer en van noord naar zuid vijfentwintig kilometer.
Al deze gebieden behoorden tot de Heerlijkheid Putten die door de Heren en Vrouwen van Putten werd bestuurd. Maar niet alle gebieden daarbinnen hadden dezelfde leenheer. Het noordelijk deel was leenplichtig aan de graaf van Holland, het zuidelijk deel aan de Heren van Voorne, die zelf ook weer de graaf van Holland als leenheer hadden:
| Gebied                                                                      | Leenheer          |
| --------------------------------------------------------------------------- | ----------------- |
| Putten over de Maas (Poortugaal en omstreken)                               | Graaf van Holland |
| Putten waar Geervliet binnen staat (Geervliet - Spijkenisse)                | Graaf van Holland |
| Zuidelijk deel eiland Putten (Biert, Hekelingen, Simonshaven, Schuddebeurs) | Heer van Voorne   |
| Putten over de Bernisse (Zuidland)                                          | Heer van Voorne   |
| Putten over het Spui (westelijk Hoeksche Waard)                             | Heer van Voorne   |
| Putten over 't Flakkee (oostelijk Flakkee; Flakkee was een water)           | Heer van Voorne   |

De heren van Putten regeerden vanaf 1304 over hun heerlijkheid vanuit het hofcomplex in Geervliet. Nadat zijn eerdere kasteel Puttenstein bij Heinenoord was verwoest, verplaatste Nicolaas III zijn hofhouding naar dit dorp, dat in 1381 van Zweder van Abcoude stadsrechten kreeg. Nicolaas III huwde met Aleyd van Strien en breidde zo zijn grondgebied uit met Strijen, een deel van de Hoeksche Waard en een stukje in Noord-Brabant (Klundert en Zevenbergen).

### Watergangen
Op kaarten van het toenmalige gebied staan de volgende watergangen vermeld, waarvan vele nu niet meer bestaan:
- Bornisse (Bernisse): tussen Wiedele en Oude Maas
- Dintel, die vanuit westelijk Noord-Brabant op de Striene uitstroomde
- Flakkee: water tussen de eilanden Putten en Overflakkee, nu Haringvliet
- Maas: bedoeld is steeds: de Oude Maas
- Mark, die vanuit Vlaanderen en via westelijk Noord-Brabant eveneens op de Striene uitstroomde
- Striene, tussen de Schelde en de Oude Maas, was begin 12e eeuw de belangrijkste vaarweg tussen Vlaanderen en het noorden[14]
- Suedde of Swedde: water tussen de eilanden Putten en de huidige Hoeksche Waard, ongeveer waar nu het Spui ligt
- Tille, Beninge, Westerlecke, Ostleek (Oostenrijk): veenwateren, die het overtollige water uit het veen afvoerden; alleen het Oostenrijk bestaat nog steeds
- Vliet, oostgrens Putten over die Maze bij Charlois, ontstaan in de 15e eeuw[15]
- Westlic, Westerlecke of Westenrijk was een kreek in de polder Zuidland
- Wiedel(e) of Wydele (nu zuidelijk deel van de Bernisse), waarop de Beninge en Tille uitkwamen.

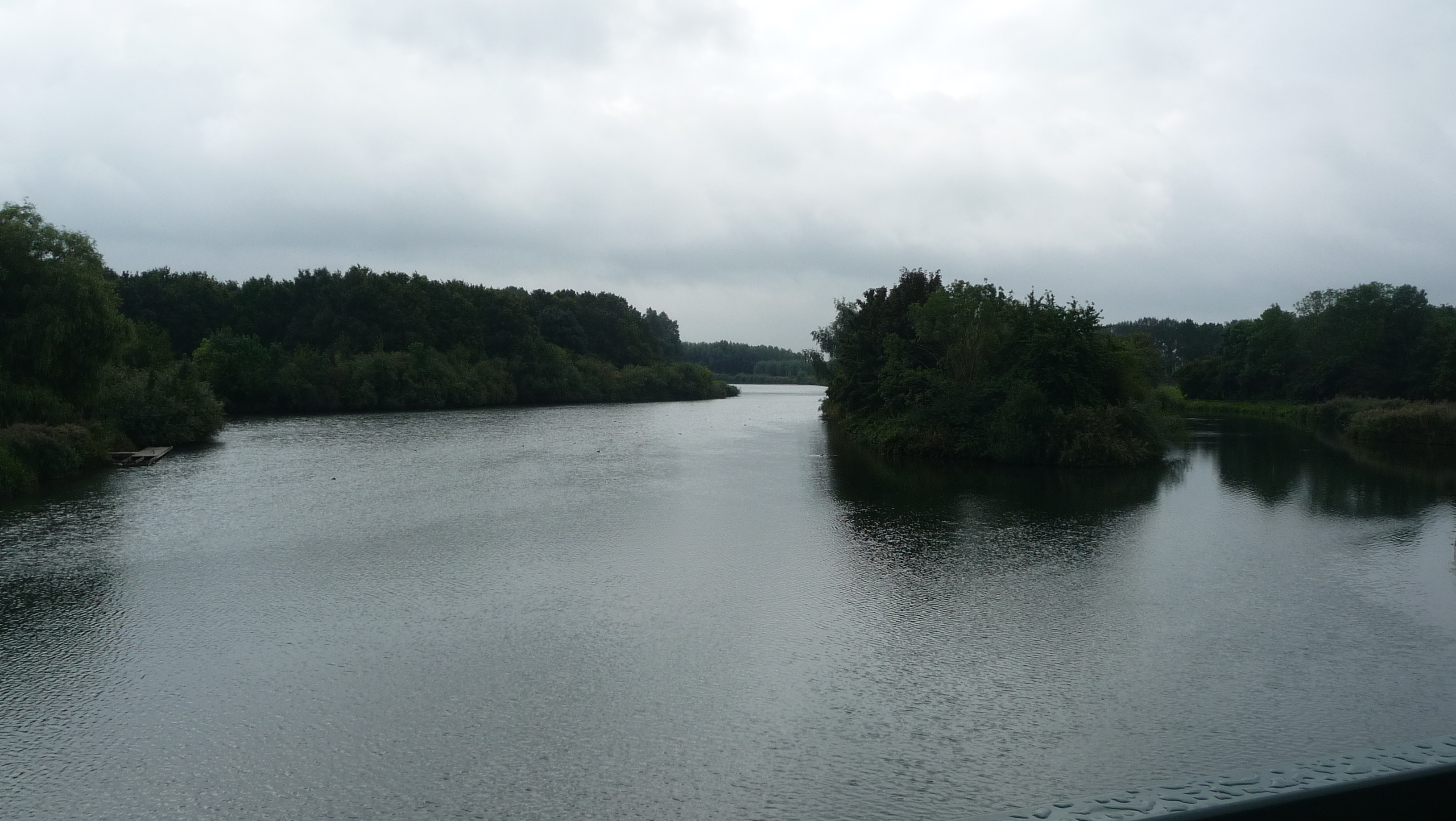
Bernisse bij Zuidland, voorheen Wiedele (2021)
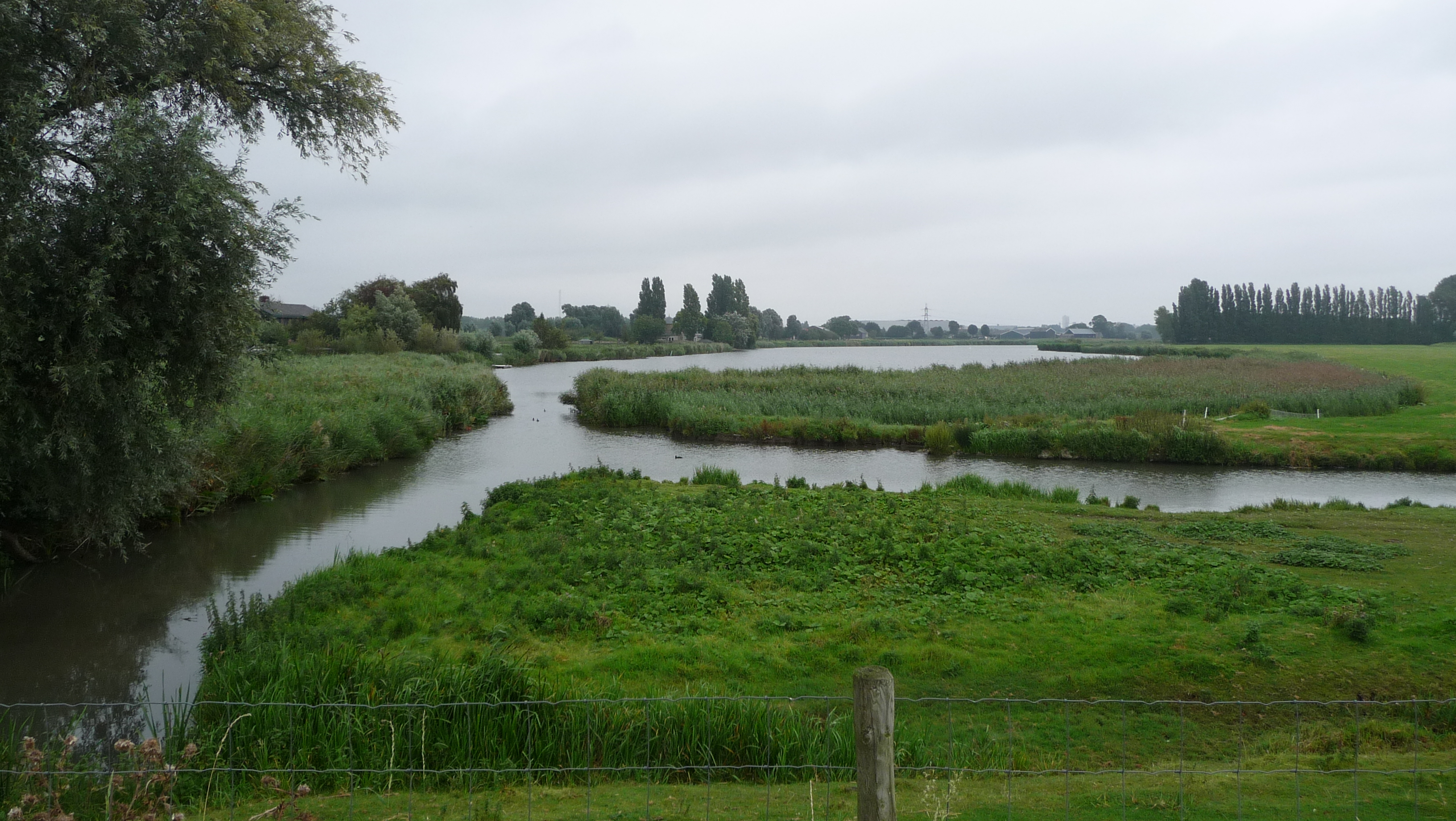
Het Oostenrijk (2021)
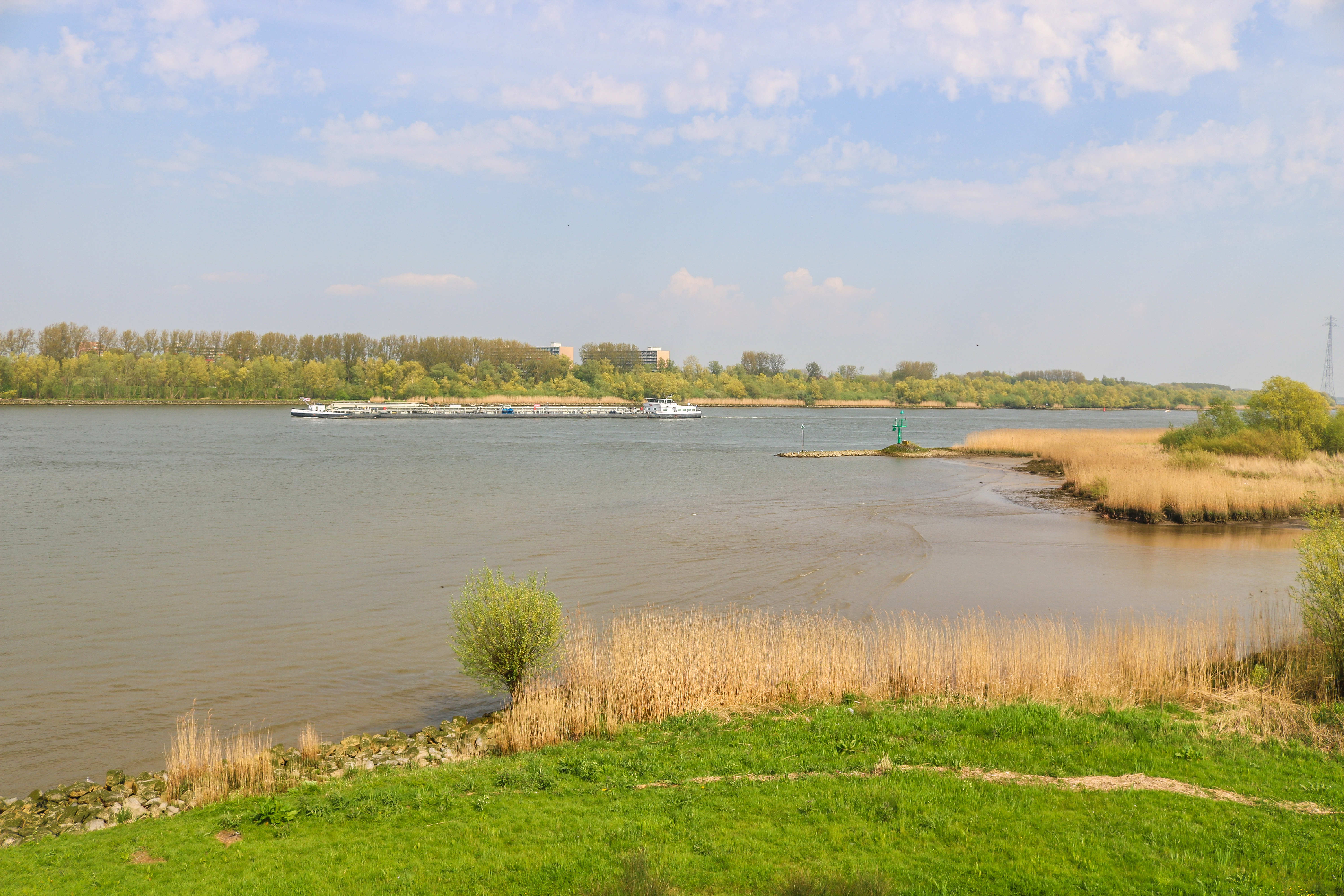
Oude Maas (2018)
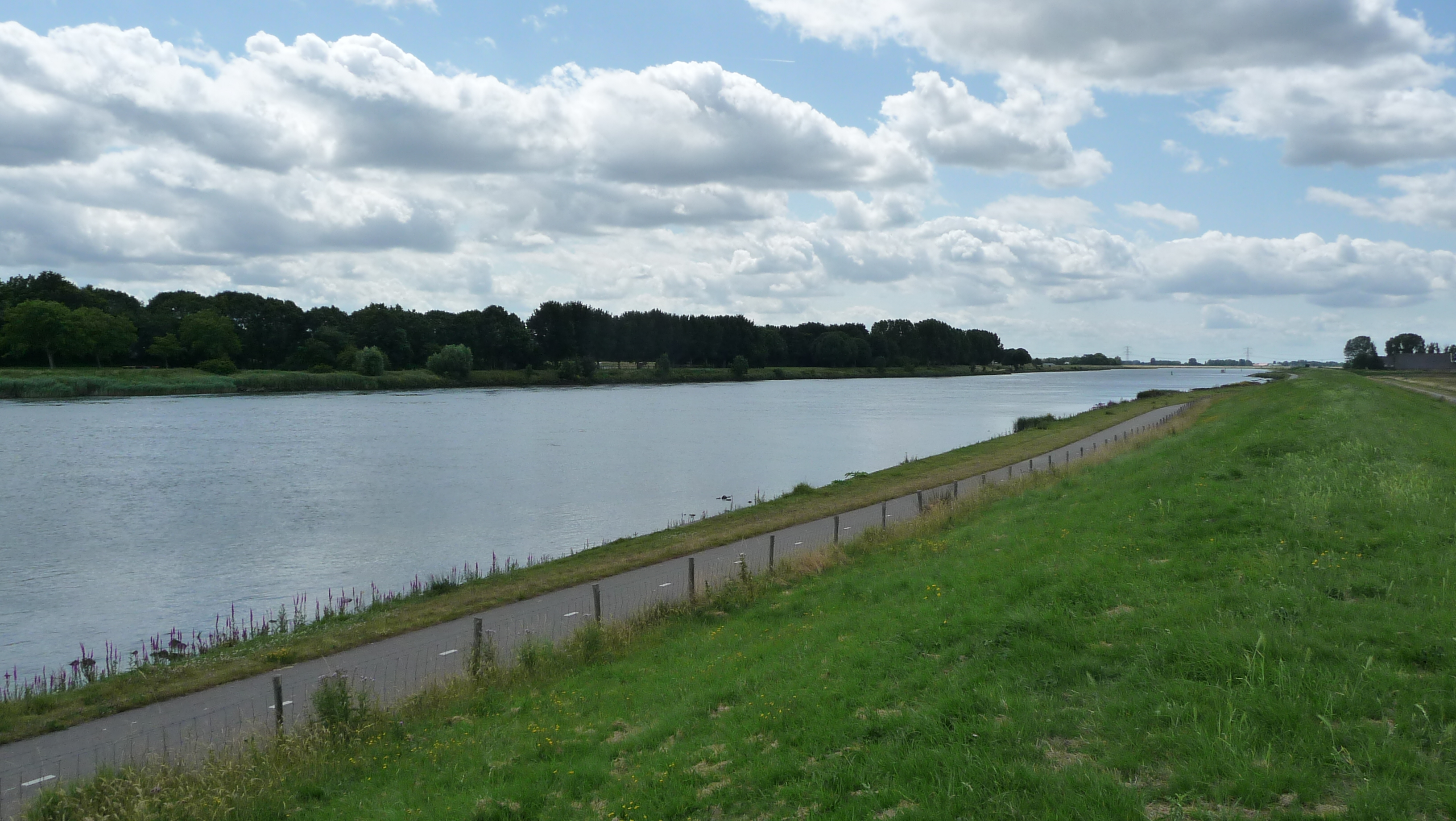
Spui, voorheen Suedde/Swedde (2019)
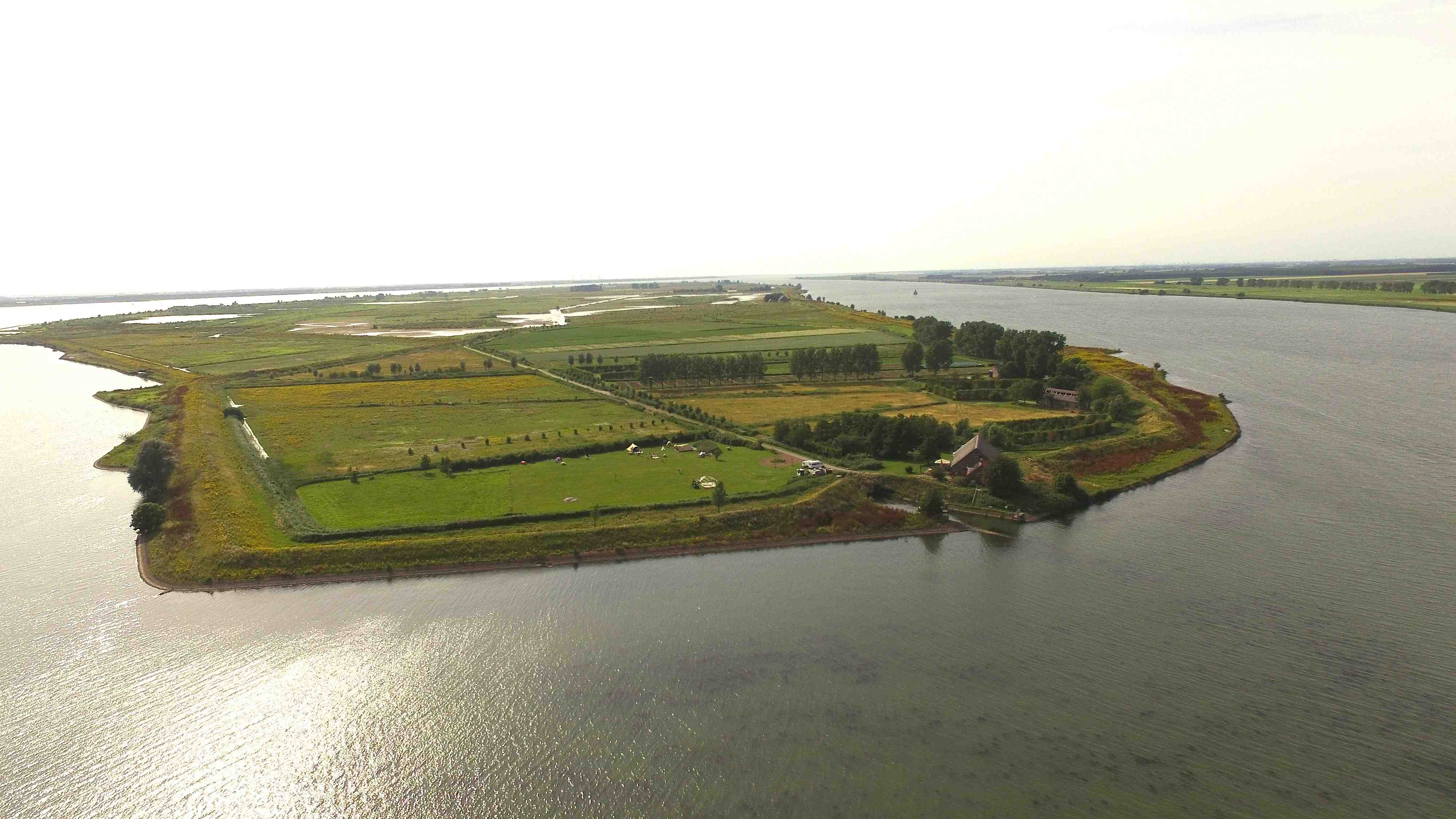
Tiengemeten in het Haringvliet, voorheen Flakkee (2015)
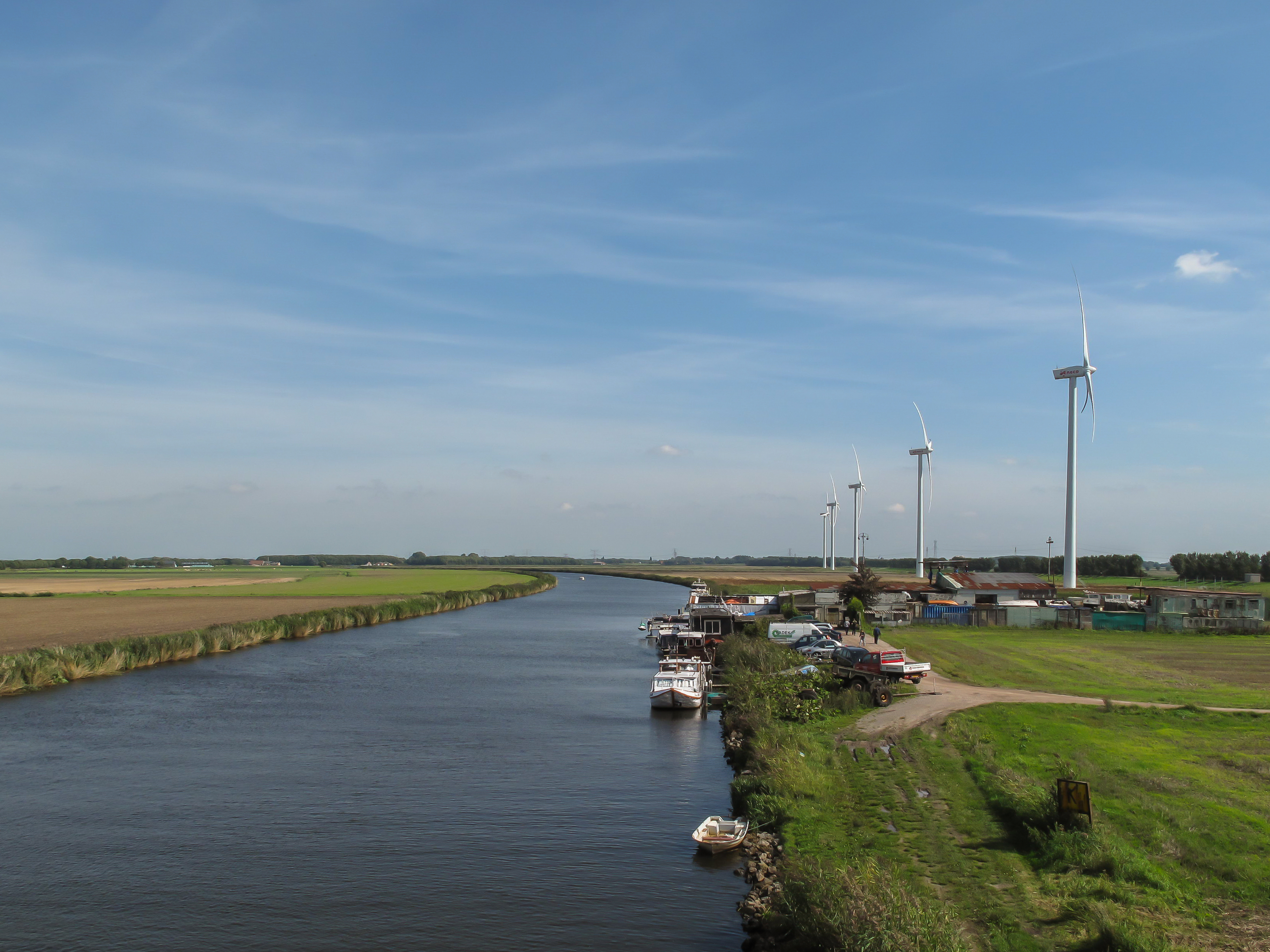
Dintel (2010)
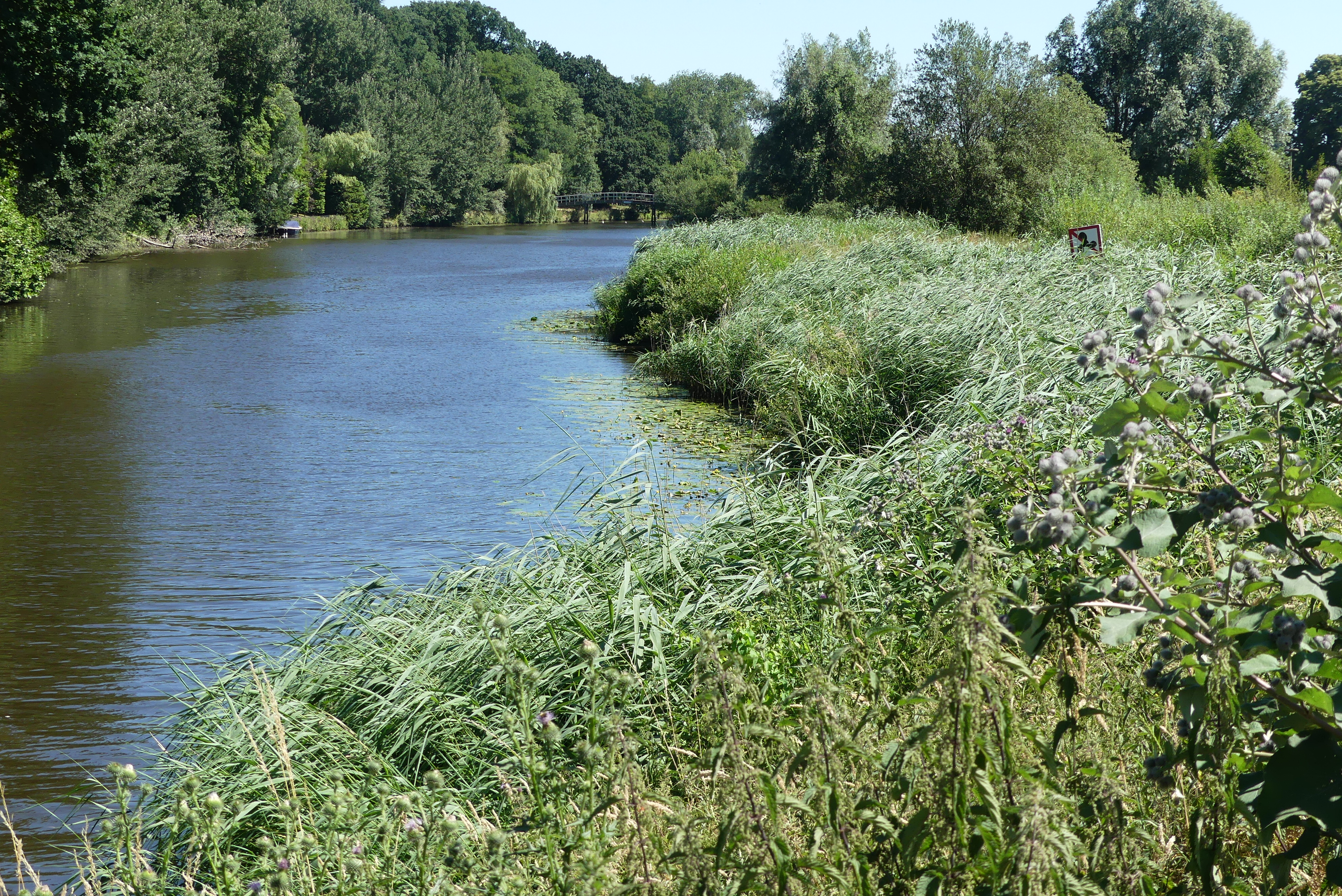
Mark (2018)

### Polders en plaatsnamen
Verklaringen van de namen in de Heerlijkheid Putten:
- De polder Putten was waarschijnlijk de naamgever van de heerlijkheid en het eiland. In die polder kwamen (moer-)putten voor (moer = veen, turf), waar de naam aan ontleend kan zijn.[16]
- Geervliet, Heenvliet, Biervliet en Bleynevliet (Zuidland) zijn zo genoemd omdat ze aan het water de Vliet gelegen zijn.[17] (bedoeld is de Bernisse[18] ).
- Scadecamp: de naam hield mogelijk verband met overstromingen in de tweede helft van de 12e eeuw, toen nieuw gewonnen land weer prijs gegeven moest worden aan het water, en men dus sc(h)ade leed.
- Vriesland is wellicht bedijkt door Friese kolonisten uit het oude Friese gebied ten noorden van de Maasmond.
- Hekelingen kan zijn afgeleid van de persoonsnaam Hekel of Heke.
- Braband kan zijn genoemd naar het land van hertog Jan van Brabant, het stamland van Aleyd van Strijen, de echtgenote van Nicolaas III van Putten.
- Fickers Hill[19] (een akker- of weiland tussen Biert/Biervliet en het Oostenrijk): oorspronkelijk Fyckaert's-hill, de hoogte van een zekere Fijkaart.
- Hoogvliet heette oorspronkelijk Odevliet, later Oedenvliet, naar de tweede dochter van Nicolaas III van Putten, Ode (1295-1332). Het werd voor het eerst genoemd in 1326.[20]
- De polder Simonshaven is genoemd naar de bedijker, Simon van Markenburg, jongere broer van Nicolaas III van Putten. De nederzetting Simonshaven werd ook Simonshamme genoemd.[21]
- Met de polder Simonshaven werd de "Ring van Putten" in 1305 gesloten: het hele eiland Putten werd nu beschermd door één aaneengesloten ringdijk. Later kwamen er nog polders buiten de ring bij, zoals Schuddebeurs, Oostbroek en Oud- en Nieuw-Hongerland.
- Charlois, in Putten over de Maas, was genoemd naar Karel van Charolais, toen heer van Putten
- Oud- en Nieuw-Hongerland: deze polders waren onzeker bezit: meerdere keren overstroomden ze, en kon er dus geen voedsel verbouwd worden of vee grazen. De benaming kan daarmee te maken hebben.[22]
- Oude en Nieuwe Uitslag van Putten: "uitslag" is een overstroomd gebied dat niet meer of pas vele jaren na een overstroming herdijkt werd.
- Wolvenpolder: vernoemd naar Reijnier van der Wolff, die in de zeventiende eeuw de zomerkade verhoogde tot een winterdijk.

Voor de overige polders en plaatsnamen in de Heerlijkheid Putten is het gissen waarom ze zo heten.

### Bodemgesteldheid en gebruik
- Polders met zware klei: vruchtbaar landbouwgebied: akkerbouw
- Veen met een dunne kleilaag: aanvankelijk geschikt voor akkerbouw, na inklinking van de bodem alleen nog voor veeteelt
- Graslanden: weidegronden, voornamelijk voor schapen
- Moeren (drassige veengronden): turf- en zoutwinning
- Buitendijkse gorzen: schapen, riet, biezen, grienden (voor wilgen) en de jacht op watervogels
- Waterwegen: vervoer (het meeste vervoer ging over water), vissen, inkomsten uit één Putse tol en twee grafelijke tollen (bij Geervliet en Strienemonde)

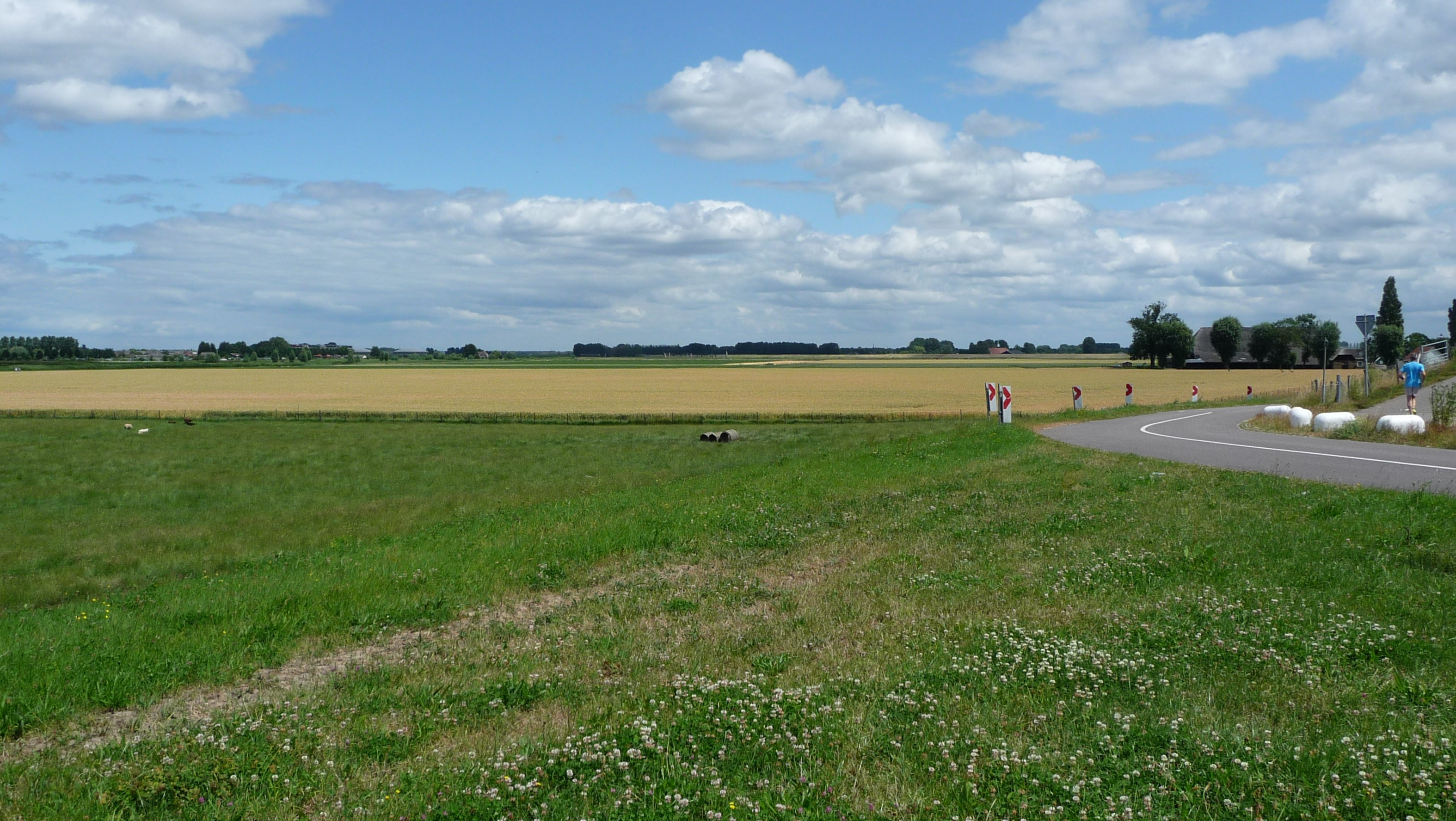
Polder Hekelingen met weide en akkerbouw (2019)
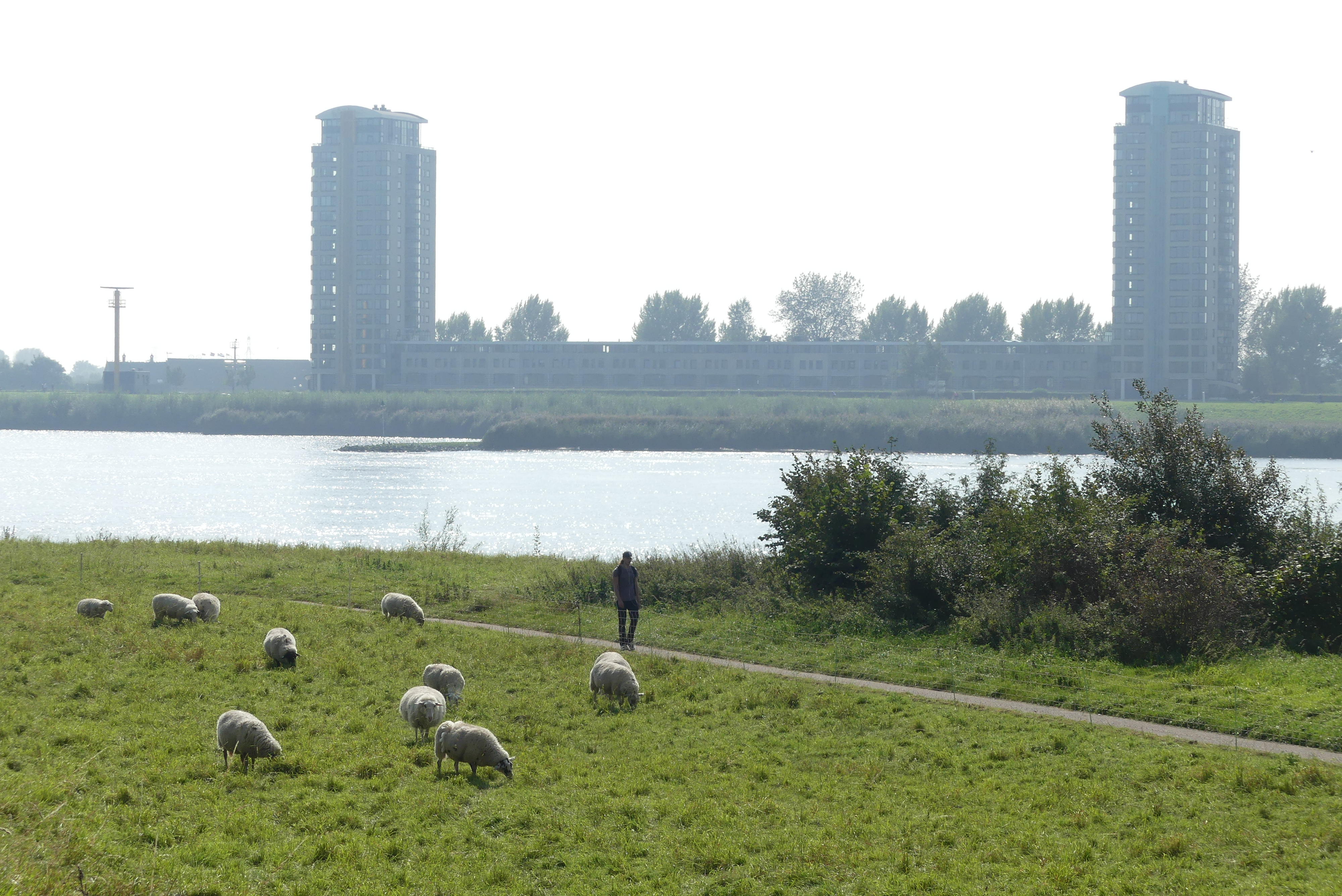
Schapen op de Meeuwenplaat (2017)
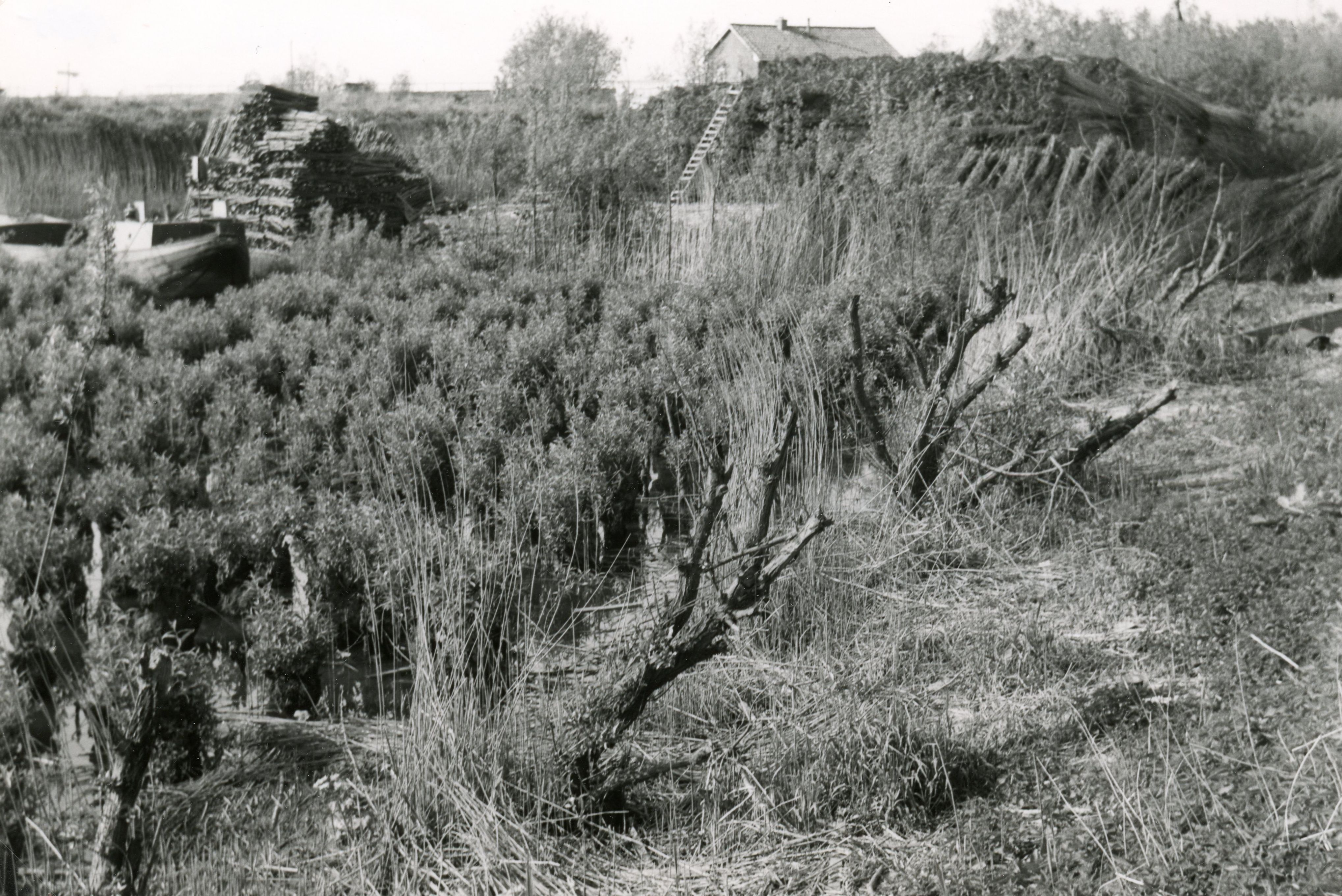
Griendoogst - Allemanshaven (langs de Oude Maas ten zuiden van Spijkenisse; ±1966)
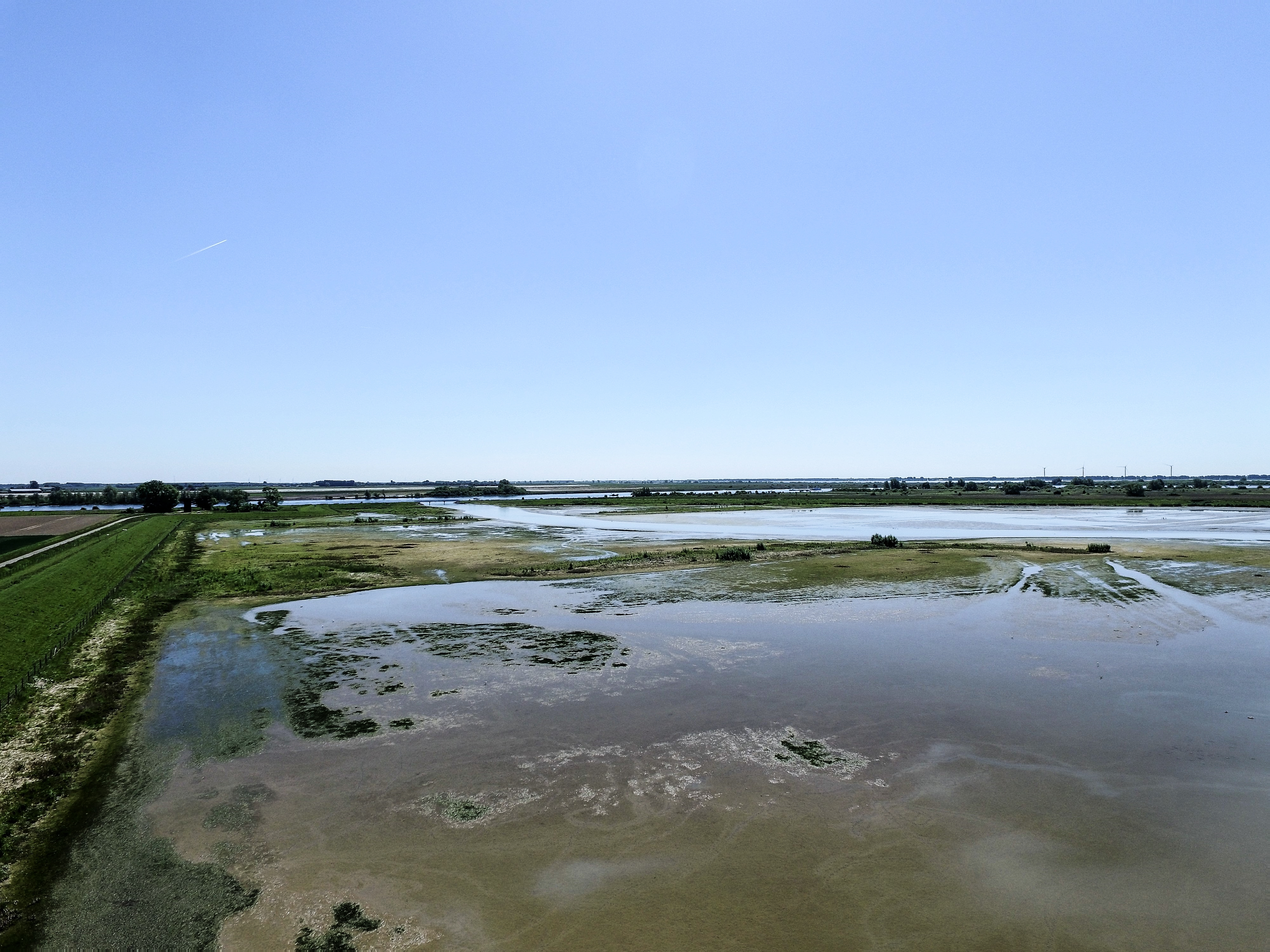
Buitendijkse gorzen bij Zuidland (2017)
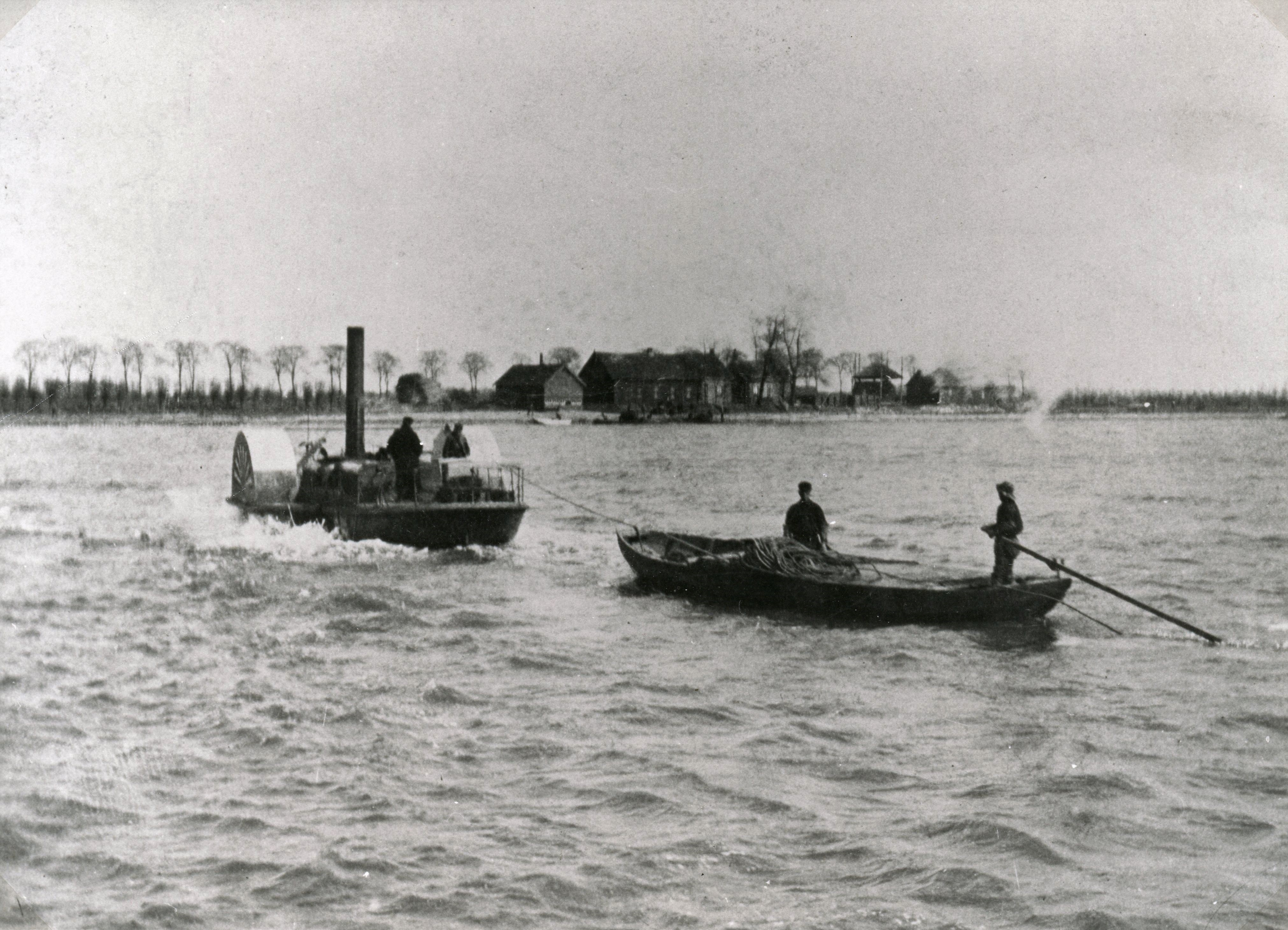
Zalmvisserij Oude Maas (±1920)
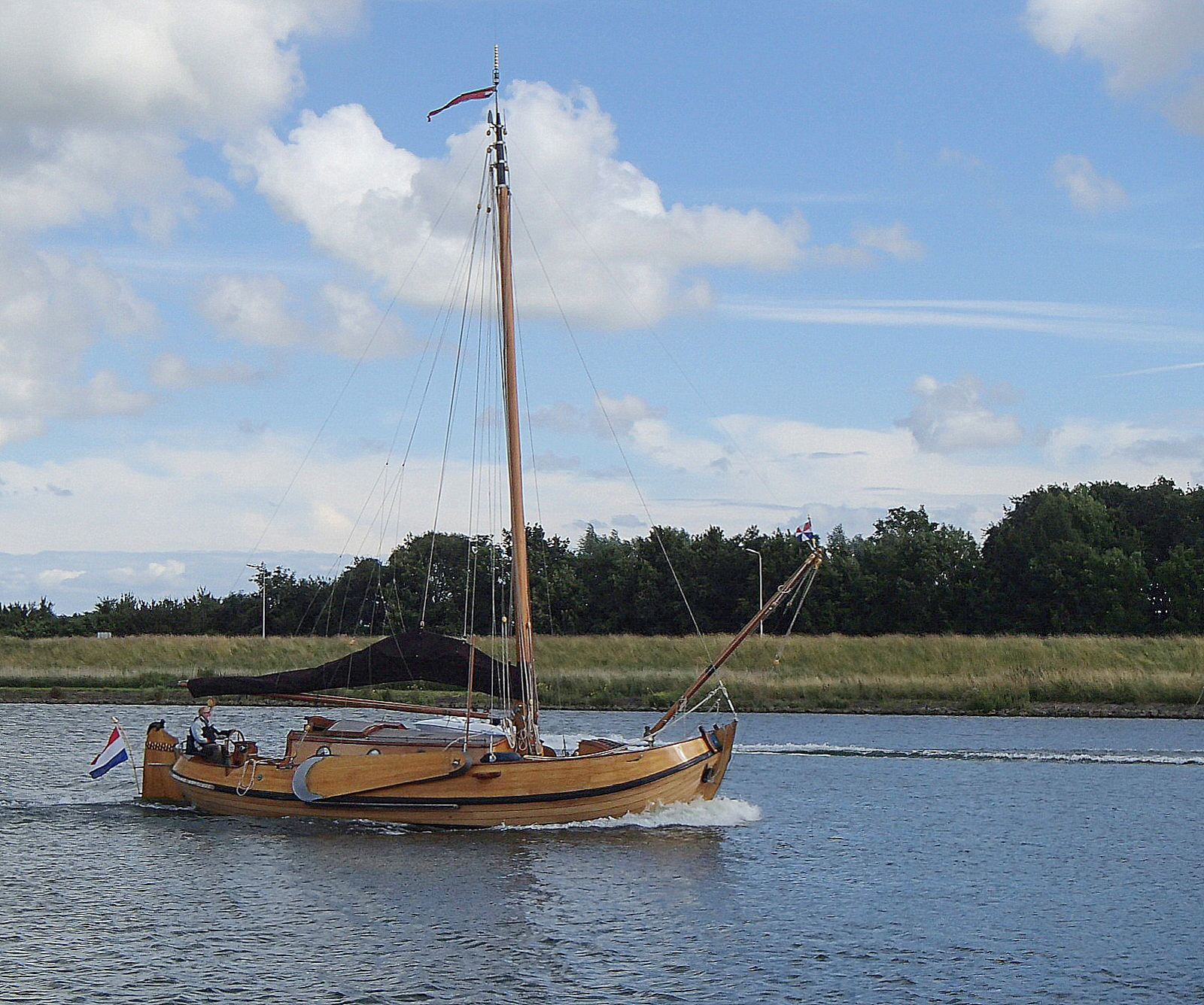
Boot op Spui (2014)

## Organisatie en bestuur
De heerlijkheid Putten had een gelaagde organisatiestructuur:
1. polders en ambachten, het laagste niveau
2. water- en dijkbeheer door het dijkcollege, het coördinerend niveau daarboven
3. de heren en vrouwen van Putten, het hoogste gezag op alle terreinen; zij beschikten ook over een ondersteunend ambtenarenapparaat; vanwege de 'vrije heerscappie' hadden zij verregaande bevoegdheden.

### Eigendomsverhoudingen
Tijdens de periode van de heerlijkheid waren de belangrijkste eigenaren: 
- de Heren en Vrouwen van Putten bezaten het overgrote deel van het ingepolderde land, de buitendijkse aanwas en wateren; zij gaven land in leen van leenmannen;
- de kerk had een wettelijk recht op een deel van de nieuw ingepolderde polders;
- het Kapittel van Geervliet, gesticht door Heer Nicolaas III in 1307, bezat in 1571 ruim 457 gemeten, wat een groot landbezit genoemd mag worden.[23]

Er werden gronden/leenrechten verkocht als de eigenaren/leenheren in financiële nood kwamen; verkoop geschiedde door de eigenaren zelf of op last van de dijkgraaf als schulden niet snel genoeg werden betaald, bijvoorbeeld na een dijkdoorbraak.

### Polders en ambachten
Het laagste niveau in de organisatiestructuur werd gevormd door de besturen van de polders en bijbehorende ambachten. Die organisatie werd al gevormd bij de bedijking van een nieuwe polder.

#### Inpoldering

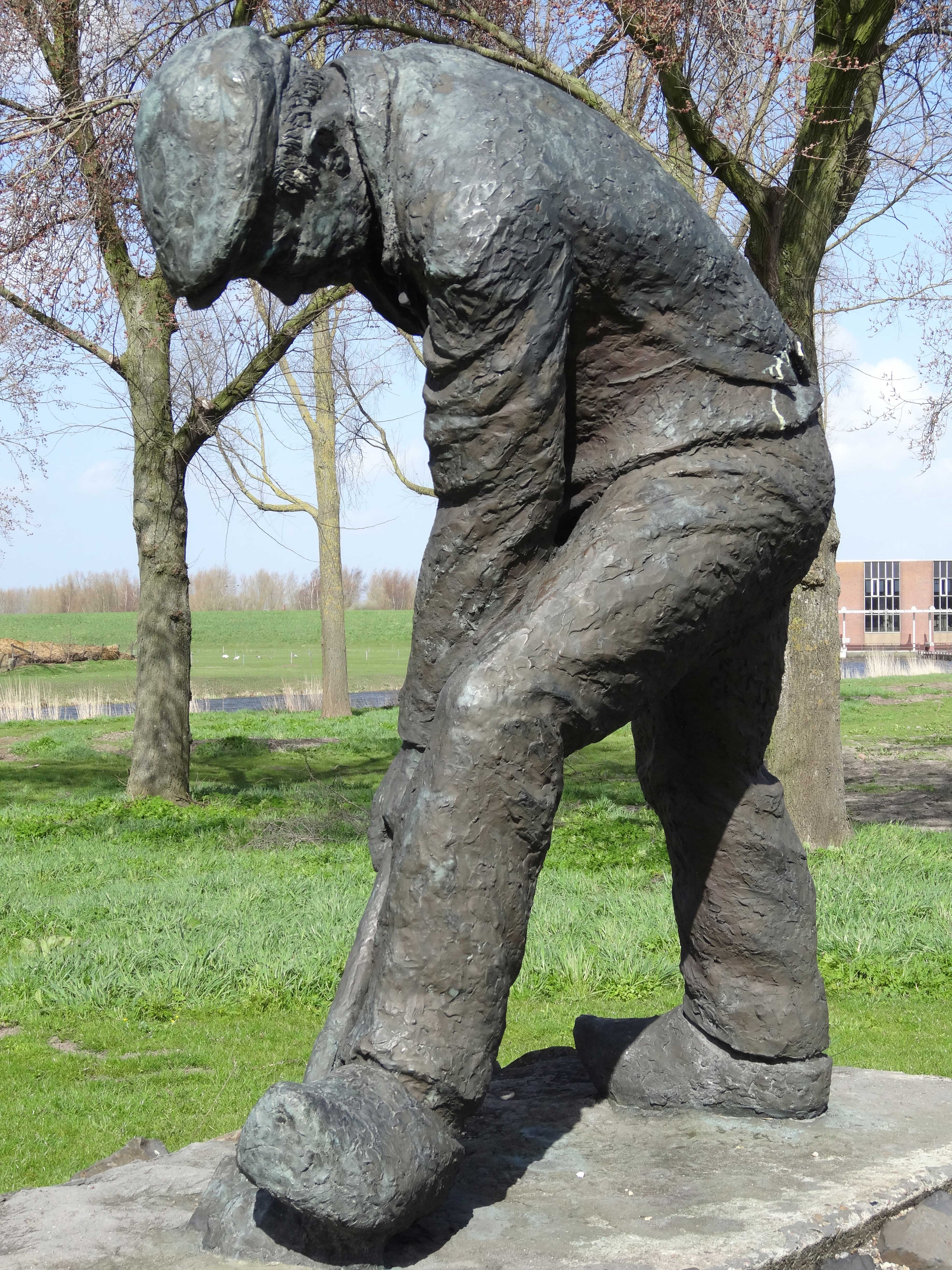
De dijkwerker (Jan van Velzen, Onderdijk, NH, 1981)

Voor het bedijken van een gebied was toestemming nodig van de landheer, in dit geval de Heer van Putten. De opeenvolgende Heren van Putten werkten hier overigens graag aan mee, inpoldering vergrootten hun inkomsten en hun territoriale macht. Zij hadden de woeste gronden weliswaar in eigendom, maar konden die niet zelf bedijken en ontginnen. Zij konden inwoners daartoe ook niet dwingen, de inwoners behoorden tot de stand der vrijen. De Heren sloten daarom overeenkomsten met hun (toekomstige) leenmannen, waarin heel wat meer werd geregeld dan alleen de bedijking: ook bezitsverhoudingen, plichten en rechten (zoals bedijking, de strijd tegen het buitenwater en de organisatie daarvan), de afdracht van tienden en het schot (de vaste lasten die ten behoeve van de landheer werden geheven), en het leveren van herendiensten. De heer verplichtte zich tot controle van en toezicht op de dijken, wat hij overigens niet zelf deed, maar uitbesteedde aan daartoe aangestelde functionarissen.
Vervolgens was er voldoende mankracht en materiaal nodig om de bedijking en ontginning uit te voeren. En dus was er kapitaal nodig om dat te financieren. Die was ter plekke niet in voldoende mate voor handen. Daarom moest die van elders komen en/of gebeurde betaling in natura, waarbij de dijkwerkers delen van de nieuwe polder in leen kregen.

Bedijken kon alleen gedurende de zomermaanden, een dijk moest gesloten zijn voordat herfststormen het werk tevergeefs zouden maken. Gevoegd bij de schaarste aan kapitaal en arbeidskracht zorgde dat ervoor dat de eerste polders klein waren.
In het algemeen ging het zo: Degenen die daartoe toestemming van de landheer hadden, namen de bedijking op eigen risico aan. Zij bedijkten een bepaald gedeelte van de nieuwe polder, waaronder een deel voor de landsheer en de kerk (vanwege wettelijke rechten), terwijl ze de rest van de bedijkte gronden in bezit kregen, ieder voor zijn eigen deel.
De eerste dijken waren ongeveer 1 meter boven het omringende landschap (veel lager dan nu), 5,5 meter breed en kilometers lang. Het opwerpen van de dijk en het graven van sloten moest helemaal met handkracht worden gedaan. Bedijken en inpolderen was vooral veel graven, met als gereedschap slechts spades, sliksleeën, kruiwagens en aardkarren.
Als er in het gebied een kreek lag, werd die genormaliseerd en ging die het polderwater lozen. Dat lozen ging via een spuisluis of een duikersluis onder de dijk door op het buitenwater, zoals de Oude Maas, het Spui of de Bernisse. Vervolgens moesten er dijken worden opgeworpen. De grond daarvoor kwam uit twee evenwijdige sloten die eerder waren gegraven en zo'n twintig meter uit elkaar lagen; de dijk kwam daar tussenin. Langs de binnenvoet van een dijk lag een sloot, de dijksloot, maar ook haaks op de dijk kwamen sloten. Op verschillende punten werden twee sloten evenwijdig aan elkaar gegraven, met daartussen een polderweg van zand, modder of gras om ook land midden in de polder te kunnen bereiken. Zo werd de polder in blokken verdeeld, die ook weer sloten kregen. Die sloten voerden in het begin niet alleen regenwater af, maar tegelijkertijd ook zout dat in de grond aanwezig was. Vervolgens werden greppels gegraven, werden de gronden ontdaan van onkruid, boomstobben, ander houtgewas en riet. Ten slotte kon men voor de eerste keer ploegen, zaaien en oogsten. Dan was de grond rijp voor het telen van gewassen. Een polder die ontzilt was, heette een 'vorsche', of 'versche' (van verse polder, oftewel een nieuwe polder). Na drie jaren moesten de boeren tienden gaan afdragen.

#### Schout en schepenen
Een polder werd bestuurlijk gezien een ambachtsheerlijkheid. Het bestuur ervan werd gevormd door schout en schepenen. Zij werden door de landheer aangesteld, gekozen uit de grootste grondbezitters (leenmannen) van de polder, en vertegenwoordigden zo ook de overige grondeigenaars. Invloed op het bestuur van een polder was alleen weggelegd voor degenen die land bezaten, en hoe meer land, hoe invloedrijker. Dit gold ook voor de schout en schepenen, die móésten land in bezit hebben èn in de betreffende polder wonen om tot schout resp. schepen te kunnen worden gekozen. Een schout moest in Putten ten minste 10 gemeten land bezitten in het ambacht waar hij schout was.
Taken van schout en schepenen
De ambachten van Putten waren zelf aansprakelijk voor hun eigen dijken en afwatering, en voor hun deel in de ringdijk (op het eiland Putten vanaf 1305). De schout en schepenen ervan droegen daarvoor de eindverantwoordelijkheid. Voor de afwatering gingen de ambachten overeenkomsten met elkaar aan. De geografische veranderingen in het gebied vereisten herhaaldelijk de verplaatsing van uitwateringssluizen en de regeling van het beheer en de kosten. Dit betekende o.a. dat zij verantwoordelijk waren voor:
- De inrichting van de polder, de verkaveling, en overige polderzaken, zoals de aanleg van wegen, het graven van sloten en afvoerweteringen.
- Het onderhoud van de dijken, regelen van de waterhuishouding (het op peil houden van de waterstand/bemalen van de polder), onderhoud van de sluizen.
- De schout was de hoogste bestuurder van een polder en hield namens de landheer toezicht op de dijken en de afvoer van het polderwater, op de levering van de tienden en op de orde en de rust in zijn ambacht.[32]

De kosten daarvan konden ze verhalen op de eigenaars van de gronden via  het zogenaamde 'schot'. Wie niet meewerkte, kon worden gestraft. De bedijkers kregen dus niet alleen de lusten (waarvan ze overigens tienden en het schot moesten afdragen), maar ook de lasten van onderhoud van dijken en andere infrastructuur.

Daarnaast hadden schout en schepenen nog andere taken:
- Een schout trad samen met de schepenen binnen zijn ambachtsgebied op als rechter voor geringe vergrijpen of bij het niet nakomen van polderplichten.
- De schout was tevens raadsman van de landsheer. De raadsmannen en de landsheer vormden samen het hoogste bestuurscollege der 'Hoge en Vrije Heerlijkheid Putten'.

De landheer bepaalde de hoogte van de boeten, die schout en schepenen mochten opleggen.

#### Overige functionarissen in de ambachten
- Naast de schout was er in elke polder een waarsman, een soort technisch ambtenaar. Deze functionaris behartigde het onderhoud van openbare werken. Hij inde daarvoor belastingen.[34]
- De waarsman was in de regel tevens secretaris/penningmeester. In de hoedanigheid van penningmeester legde hij elk jaar rekening en verantwoording af tegenover de schout en schepenen en twee gecommitteerden uit de breedstgeërfden (diegenen met de grootste landerijen) als vertegenwoordigers van de ingelanden. Dit ging mondeling, de penningmeester las zijn verslag voor en de aanwezigen konden daar op reageren. De rekening en verantwoording moest in drievoud worden ingeleverd: één voor de penningmeester, één voor het polderbestuur en één voor de baljuw en leenmannen (baljuwen werden vanaf ±1330 aangesteld door de heren en vrouwen als hun plaatsvervanger bij hun afwezigheid).[35]

### Dijkcollege
Tot 1353 vielen de besturen van polders en ambachten rechtstreeks onder het gezag van de heren en vrouwen van Putten. In 1353 was voor het eerst sprake van een college van meenschepenen (gemeenschappelijke schepenen, voor meerdere polders), die onder de leiding van de baljuw (vanaf ±1380 de ruwaard) het oppertoezicht hielden over de dijk- en waterschapswerken. Dit Dijkcollege werd het overkoepelend orgaan voor het bestuur van alle polders binnen de ringdijk van het eiland Putten.
In 1364 werd de eerste dijkgraaf aangesteld als hoofd van het dijkcollege van de ringdijk van Putten, waarschijnlijk door Zweder van Abcoude, destijds Heer van Putten. De functie van dijkgraaf werd tot 1797 vrijwel onafgebroken vervuld door dezelfde persoon die ook ruwaard van Putten was (dus de ruwaard was ook dijkgraaf). Dijkgraven werden benoemd door de Heer van Putten.
Het dijkcollege van de ringdijk van Putten oefende de volgende bevoegdheden uit: 
1. Het vaststellen van de keur (plaatselijke wet- en regelgeving), die alle bepalingen bevatte, die het college op het gebied van dijk- en waterbeheer nodig achtte, wie zich er niet aan hield, riskeerde een boete.
2. Jaarlijks samen met de schepenen de dijken inspecteren, en samen met de heemraden vijf maal per jaar de principale schouw van de dijken houden (waaraan overigens steeds een maaltijd op kosten van de heer aan was verbonden).[36]
3. Rechtspraak inzake dijk- en waterschapszaken[37].
4. Toezicht op de wijze waarop schout en schepenen in hun ambacht de dijk- en waterschapszaken behartigden.[38]

De zetel van het hoogheemraadschap van Putten was vanaf ±1500 in de raadkamer van het stadhuis van Geervliet.
Het dijkcollege voor de ringdijk van Putten was slechts één van dijkgraafschappen binnen de Heerlijkheid Putten. De overige waren:
1. het oude land van Putten (de polder het Oude Putten, in het oosten van de heerlijkheid Putten, rond Oud-Beijerland en Heinenoord)
2. het land van Poortugaal, hierbij inbegrepen Oedenvliet (Hoogvliet) en Pernis
3. Klein Katendrecht en het Nieuwland van Charlois
4. Meester Arntszlandekijn
5. De Korendijk of Goudswaard
6. Westenrijk, het tegenwoordige Zuidland.

Functionarissen in dienst van het dijkcollege:
- De landmeter vermeldde de afmetingen van alle ambachten en polders van Putten in zijn registerboek.
- De klerk van de ruwaard-dijkgraaf was de penvoerder van het dijkcollege. Hij ging ook mee op de schouw. Hij werd benoemd door het dijkcollege op voordracht van de dijkgraaf.[40]
- De bode van het gerecht van ruwaard en leenmannen deed de gerechtelijke aanzeggingen.

En er werd streng gecontroleerd op de zorg voor de (zee)dijken. Dat gebeurde door het overheidscollege van baljuw en leenmannen (die de landsheer vertegenwoordigde), die dwingend tegen de schout en schepenen konden optreden.

### Heren en vrouwen van Putten
| Periode     | Naam                    |
| ----------- | ----------------------- |
| (1216)      | Jan I                   |
| (1229-1247) | Nicolaas I              |
|             | Jan II                  |
| (1268-1275) | Nicolaas II             |
| (1276-1311) | Nicolaas III van Putten |
| 1311-1354   | Beatrijs                |
| 1354-1361   | Aleid II                |
| 1361-1400   | Zweder van Abcoude      |
| 1400-1459   | Jacob van Gaasbeek      |
| 1459-1467   | Karel van Charolais     |

De heren en vrouwen van Putten bekleedden het hoogste gezag in de Heerlijkheid Putten. Door de 'vrije heerscappie' hadden zij grote zeggenschap over de heerlijkheid en over hun inkomsten. Toch hadden ook zij verplichtingen, waarbij zij werden bijgestaan door diverse functionarissen.

#### Vrije heerscappie
Een deel van de heerlijkheid Putten was oorspronkelijk onderdeel van de heerlijkheid Voorne. Rond 1170 werd de heerlijkheid Putten afgesplitst van Voorne en werd het een zelfstandige heerlijkheid, met de heer van Voorne als leenheer. Waarschijnlijk werd na 1170 ook "Putten over de Maas" (Poortugaal en omstreken) verworven en in 1294 kwam de heerlijkheid Strijen erbij. Net als Voorne was de heerlijkheid Putten een zogenaamde 'vrije heerscappie', ook wel hoge heerlijkheid genoemd, zonder verplichtingen of andere prestaties tegenover hoger gezag, zoals een graaf of baron. De heren en vrouwen en Putten traden geheel zelfstandig op. Waarschijnlijk ontstonden deze voorrechten doordat het oorspronkelijk allodiale (vrije, zonder leenverband) heren waren, wier gebied niet tot de zeggenschap van de graven van Holland behoorde. Tot de voorrechten van de heer van Putten behoorden:
1. Geen schot aan de graven van Holland afdragen, daar kon de heer van Putten zelf over beschikken (in 1281 droegen Voorne en Putten niets bij aan de inkomsten van graaf Floris V[41]).
2. De heer van Putten diende de graaf van Holland in de strijd onder eigen banier en hief het heervaartgeld ten eigen bate, de regeling ervan had hij in eigen hand.
3. In tijden van nood konden zij de inwoners oproepen om met hen ten strijde te trekken; de inwoners hadden hen te paard of per koggeschip te volgen.
4. Recht van op- en aanwas, waarbij de heer of vrouwe het recht had om aangeslibde grond en bedijkte polders in eigendom te nemen. De heren en vrouwen gaven de vergunningen af voor het uitvoeren van bedijkingen in dit gebied. Zij stelden binnen de polders leenmannen aan, en de schout en de schepenen.
5. Wetten uitvaardigen. De heren van Putten oefenden, onbelemmerd door enige supervisie van de graaf of grafelijke besturen, de wetgevende macht uit in hun gebied. Hierdoor hadden zij bevoegdheden die men anders slechts bij het hoogste gerecht van de souverein aantrof.[42]
6. De heren en vrouwen van Putten waren de hoogste rechters in hun gebied. Reeds in de 13e eeuw oefende Nicolaas I het hoge recht met halsrecht (recht om iemand ter dood te veroordelen) uit, en dat recht duurde in ieder geval nog tot in de 14e eeuw.
7. Het stichten van kerken en het aanstellen van priesters in de heerlijkheid was voorbehouden aan de heer of vrouwe van Putten.
8. De heren en vrouwen van Putten ontvingen de tienden van de turf, het koren en het vee; ze beschikten over een tol te Geervliet (voor haring, uien en wijn; de nabijgelegen grafelijke tol was voor de overige goederen[25]), de visserij en de jacht, de pontveren en de aan- en opwassen.

Maar in de loop van de tijd werden de heerlijkheden Putten, Strijen en Voorne door grafelijk gebied ingesloten en ten slotte konden ze zich niet langer zelfstandig handhaven. Ze moesten de graaf van Holland wel als leenheer en landsheer erkennen, maar bleven voor het overige vrij. Wanneer deze overgang plaats vond, is niet bekend, maar waarschijnlijk al vroeg in de 13e eeuw of eerder; in ieder geval was het in 1303 een feit. Dit gold voor het noordelijk deel en indirect ook voor het zuidelijk deel dat leenroerig was aan Voorne. Tot de nieuwe verplichtingen behoorden:
- de heer van Putten moest de graaf van Holland boven zich erkennen en steunen
- hij moest de graaf een (financiële) leenhulde brengen.

In tegenstelling tot de meeste andere heerlijkheden in Holland en Zeeland bleef de Heerlijkheid Putten een vrije heerschappij, zonder verdere verplichtingen, vooral zonder financiële prestaties. Er bleven dus voorrechten die wel voor de Heren van Putten (en Voorne en Strijen) golden en niet voor andere leenmannen in Holland en Zeeland.

#### Taken
- De belangen van de heerlijkheid behartigen.
- Overeenkomsten sluiten met bedijkers en leenmannen van nieuw land binnen de heerlijkheid; ervoor zorgen dat dijken mogen aansluiten op naburige dijken. Voor polders en hun ambacht: schout en schepenen aanstellen.
- Leenmannen en ambachten aan zich binden (zij zorgden voor inkomsten, beheerden het land en leverden herendiensten).
- Toezicht houden op dijken en afwatering of die taak delegeren en daarop toezicht houden.
- Recht spreken binnen de heerlijkheid.
- Keuren onderhouden, nieuwe verordeningen uitvaardigen indien van toepassing.
- Een geschikte organisatie instellen en onderhouden voor het beheer van de heerlijkheid en de polders.
- Netwerken, op goede voet blijven staan met de graaf van Holland en naastbij gelegen heerlijkheden; dat betekende ook: veel reizen en aanzien verwerven. Politiek bedrijven.
- Hulp en bijstand bieden aan leden uit dit netwerk, o.a. ten strijde trekken als zij worden aangevallen.
- Zorgen voor een opvolger en de heerlijkheid netjes overdragen.

Onder de herendienst aan de graaf viel ook het leveren van soldaten. De krijgsdienst verschilde per polder, soms 1 man per 100 gemeten land, voor andere aanzienlijk meer, soms zelfs het dubbele. De polder Putten, die in de 15e eeuw 883 gemeten groot was, moest bijvoorbeeld 1 koggeschip en 21 man leveren (1 man per 42 gemeten), Poortugaal 1 man per 59 gemeten.

#### Functionarissen heerlijkheid
Om de heerlijkheid goed te kunnen besturen, hadden de heren en vrouwen van Putten diverse functionarissen in dienst:
- Baljuws en ruwaarden
  - In 1311 was Beatrijs van Putten haar vader opgevolgd als vrouwe van Putten. Zij was getrouwd met een Vlaming die eigen verplichtingen had en zij kon daardoor niet fulltime aanwezig zijn op Putten. Tijdens haar afwezigheid stelde zij daarom een plaatsvervanger aan, een baljuw, in ieder geval vanaf 1330. De schouten vielen sindsdien rechtstreeks onder de baljuw.[46]
  - In 1380, onder Zweder van Abcoude, werd het baljuw-ambt gepromoveerd naar dat van ruwaard, met meer beslissingsbevoegdheden: de ruwaard werd de hoogste bestuursambtenaar, tevens was hij er baljuw (voorzitter van de rechtbank), vaak ook nog opperdijkgraaf, en met de belangrijkste leenmannen vormde hij de vaste raad van bestuur, dat tevens leengerecht en landgerecht was; hij deed uitspraken in leen- en landrecht en in zijn opdracht deed de rentmeester betalingen. De ruwaarden legden verantwoording af aan de heren van Putten.
  - Vanaf 1467, toen de laatste heer van Putten, Karel van Charolais, zijn vader opvolgde als graaf van Holland, moesten de ruwaards verantwoording afleggen aan de graaf van Holland. Sindsdien werden de ruwaards aangesteld door de graaf van Holland; deze lucratieve functie werd meestal vervuld door edellieden uit Den Haag die op hun beurt plaatsvervangers stuurden. Deze situatie bleef zo tot 1807.
  - Eén van de ruwaards van Putten was Jan de moelnaer Hendricxz (1361).
- Rentmeesters: De administratie van de goederen en inkomsten van de heren van Putten en Strijen werd in de 14e eeuw overgelaten aan een rentmeester, aanvankelijk voor de gehele heerlijkheid, maar rond 1380 kwamen er twee, één voor Putten en Poortugaal en een andere voor Strijen. Tussen 1390 en 1395 kwam er ook een aparte voor Poortugaal en fungeerde de rentmeester van Putten tevens als eerste rentmeester. Bovendien was hij vaak de baljuw. In de latere jaren van de regering van Jacob van Gaasbeek was er weer één rentmeester. Tussen 1477 en 1593 waren er weer twee en daarna werd het rentmeesterschap van de Heerlijkheid Putten verenigd met dat van (het baljuwschap?) Zuid-Holland.[47] De rentmeester verrichtte in opdracht van de ruwaard betalingen.
- Klerken, waarvan Bartholomeus Arntz. Uter Hage er één van was. Hij maakte een register van alle destijds in het heerlijkheidsarchief aanwezige stukken die hij de moeite waard vond, over de jaren 1235-1448. Van der Gouw betitelde dit register echter als een "niet altijd even betrouwbare register".[48]

### Wetgeving en rechtspraak
Oorspronkelijk, vóór 1366 (toen Zweder van Abcoude de Puttenaren het recht gaf hun lage rechtspraak voortaan zelf uit te oefenen), was de keur van Zeeland van kracht. Hoewel Putten niet tot Zeeland hoorde, werd de keur van Zeeland ook buiten Zeeland wel toegepast. Voor het leenrecht werd echter het Hollandse leenrecht gevolgd. Deze instituties weerspiegelen de geografische ligging van de Heerlijkheid Putten: tussen Zeeland en Holland in.
In aanvulling daarop beschikte de Heerlijkheid van Putten over eigen rechtspraak en eigen wetten, de zogenoemde keuren. Het keurrecht hield in dat het bestuur van Putten zelf keuren, verordeningen, mocht uitvaardigen. Van deze bevoegdheid om het landrecht te wijzigen en aan te vullen is in ieder geval tot en met de 16e eeuw herhaaldelijk gebruik gemaakt.
De schout was de hoogste bestuurder van een polder en trad binnen zijn ambachtsgebied op als rechter voor geringe vergrijpen of bij het niet nakomen van polderplichten. 
De landsheer vormde met deze schouts het hoogste rechtscollege. Zij onderzochten en beslisten onder andere in kwesties over het leenbezit. De heren en vrouwen van Putten waren de hoogste rechters in het gebied.
De rechtbank zetelde in het Hof van Geervliet. Daar waren de zittingen van de Hoge Vierschaar van Putten.

## Economie
De Heerlijkheid Putten was een samenleving die voor het overgrote deel bestond uit zelfstandige boeren en landarbeiders met hun gezinnen. Er was sprake van een hoge mate van zelfvoorzienendheid, niet alleen wat voedsel betreft, ook bijvoorbeeld voor kleding en huizen. Maar niet alles wat men voortbracht, mocht men zelf houden: er moesten pacht, tienden en schot (hier: belasting voor het beheer van de dijken en andere waterwerken) aan de heer en dijkbeheerders worden afgedragen. Bovendien moesten er herendiensten worden geleverd.

### Voortbrengselen
Voortbrengselen van grond, water en arbeid:
- Primaire sector (grondstoffen en voedsel): 
  - Akkerbouw: graan (tarwe, rogge, gerst, haver), peulvruchten (groene en gele erwten en wellicht ook andere), tuinbonen, meekrap (mede), vlas, koolzaad, lijnzaad, suikerbieten, hennep (voor touw), riet, griendhout
  - Tuinbouw: groente en fruit (voor eigen gebruik)
  - Veeteelt: melk, vlees, wol en eieren van duizenden schapen en van kippen[51]; dons van zwanen
  - Turf en zout via Moer- en selnering (turf- en zoutwinning); de ongelijke [hobbelige] oppervlakten van vele delen van de oude ambachten van Putten getuigen ervan hoeveel veen er onder de kleilaag is uitgehaald en de grote reeksen turfboeten in de dijkgraafsrekeningen getuigen ervan hoe talrijk de overtreders waren, ja wel moesten zijn, in een land dat geen andere brandstof opleverde.[52] Pas in de 15e eeuw, toen de hertogen Philips van Bourgondië en Karel V het gezag uitoefenden, kwam er strenger toezicht; vanaf 1450 mocht alleen nog turf voor brandstof worden gedolven, zoutwinning uit veen werd verboden.[53]
  - Visserij: vis, schaal- en schelpdieren; men viste op verschillende manieren: met roeiboten en drijfnetten, of met fuiken langs een rivier.
  - Jachtbuit, waaronder (water-)vogels
- Secundaire sector (nijverheid, waaronder veel huisnijverheid)
  - Gestoofde mede voor rode verf
  - Boter, karnemelk, kaas
  - Graan malen tot meel (in molens gedreven door wind of water, waarvan de eigenaar rechten verschuldigd was aan de heer)
  - Kleding, huishoudlinnen en beddengoed van wol en linnen (uit vlas), via bewerkingen zoals roten en hekelen van vlas, kaarden en spinnen van wol, en vervolgens weven, breien en naaien (en na verloop van tijd verstellen)
- Tertiaire sector (diensten):
  - Handel in o.a. wol, turf, zout
  - In Geervliet was een markt gevestigd, in ieder geval een hoender- en zuivelmarkt; boeren van het eiland Putten brachten hun levensmiddelen naar de markt in Geervliet[54]
  - Vervoer, waaronder pontveren over de Bernisse en het Spui
- Quartaire sector (overheid): 
  - Administratie, het wegen van goederen, opmeten van land
  - Belastingen (tienden, schotten en accijnzen), tolgelden en pachtgelden innen
  - Bestuur, wetgeving, rechtspraak, regelen en vastleggen van zaken tussen personen, geschillen beslechten.

De bevolking was in hoge mate zelfvoorzienend, ze zorgden veelal voor hun eigen voedsel en andere goederen en diensten. Daarbij zullen ze ook veel op elkaar aangewezen zijn geweest, van kraamzorg tot dijken bouwen. Maar omdat er goederen verhandeld werden, zullen er als tegenprestatie ook goederen "ingevoerd" zijn, zoals landbouwwerktuigen en ander gereedschap, huishoudelijke artikelen (zoals pannen, borden, drinkgerei en bestek); wellicht ook hout omdat er in het gebied weinig bomen groeiden. Men woonde in zelfgebouwde, houten huizen met rieten daken.

### Dagelijks leven
De gemiddelde bewoner van de Heerlijkheid Putten zal zes dagen per week hebben gewerkt, voornamelijk op het land. Zondag was de rustdag, waarop men naar de kerk ging. 's Winters werden er veelal reparaties uitgevoerd en in huis gewerkt, waaronder huisnijverheid. Dit patroon gold ook voor de meeste kinderen, zij werden al vroeg op de boerderij ingeschakeld; hun ouders leerden hen alles wat ze moesten weten en kunnen in het boerenbedrijf, het huishouden en over de verzorging van jongere kinderen. Alleen de kinderen van de heer en vrouwe en van de rijkere leenmannen zullen onderwijs hebben genoten. Misschien dat er op het kapittel in Geervliet een school was en anders zal er een onderwijzer op het kasteel zijn geweest en/of werden kinderen naar de Latijnse school in Brielle of een andere stad gestuurd.
Hun dagelijkse kostje zal hebben bestaan uit graanproducten, zoals havermout, roggebrood, gort en gerst, en daarnaast uit eieren, kaas en/of een stoofpotje met kip, vis, lam, schaap of vogels (zoals patrijzen, fazanten, eenden en ganzen), hoewel vlees niet dagelijks op het menu zal hebben gestaan. De stoofpot werd aangevuld met groenten (zoals kool, pastinaak, knollen, uien, prei) en peulvruchten (erwten, kapucijners, linzen) uit de moestuin. Gewoonlijk was er één plaats in het boerenhuis waar een vuur werd gemaakt, met plaats voor één kookpot, vandaar dat er vaak stoofpotten werden gemaakt. In de zomer at men mogelijk vers fruit zoals bramen en wellicht appels en peren. Zoetigheid was een zeldzaamheid. Men dronk zelfgebrouwen bier of water uit de regenput.
Obreen concludeert dat begin 14e eeuw er een vrij talrijke, welvarende bevolking zal hebben geleefd.

### Inkomsten en bestedingen van de heren
Nicolaas III van Putten had rond 1304 zo'n 100 leenmannen, die grond, huizen en visrechten van hem in leen hielden, waardoor hij tienden van hen ontving; daarnaast ontving hij inkomsten uit boeten. Door de omvangrijke grondbezittingen in zowel de heerlijkheid Putten als in Strijen, ontvingen Nicolaas en Aleyd grote geldelijke inkomsten. In de eerste jaren van van de 14e eeuw was hun jaarlijks inkomen minstens 1000 ponden.
De inkomsten van Zweder van Abcoude uit de heerlijkheid Putten en Strijen in het boekjaar 1379 waren in totaal 607 ponden, waarvan ruim de helft uit de zes dorpen van Putten (Geervliet, Biert, Simonshaven, Spijkenisse, Hekelingen en het verdwenen dorp Putten) De rest kwam van Putten over de Maas (Poortugaal en omstreken) en Strijen. In dat bedrag waren onder andere inbegrepen:
- tienden uit de opbrengsten van het land, zowel akkerbouw als veeteelt, waaronder 'blatende tienden': in mei 1379 waren 294 lammeren voor de heer verkocht, zijnde „die lamteende (= tienden van lammeren) van den vorsschen van Putte binnen ende butendijks"; dat voorjaar waren er dus bijna drieduizend (10 x 294) lammeren geboren
- inkomsten uit vele andere rechten, waaronder: pachtgeld uit zilt veen waaruit zout werd gewonnen, accijns op wijn en bier, pachtgeld van sluizen, de visserij en „die voghelie" (recht om vogels, vooral waterwild, te jagen of te vangen), broodaccijns en korentienden, van korenmolens (de boeren waren verplicht om hun graan bij de plaatselijk molen van de heer te laten malen) en van diverse hofsteden of boerderijen
- de pacht uit de buitendijkse Putse gorzen, o.a. velden met riet, biezen en wilgen (wilgengrienden)
- gelden voor het houden van rammen (mannetjesschapen)
- bijna 36 kg verkochte kazen
- 81 paar zwanen; het dons ervan heeft de bezitter (Hughen den pluemgrave) o.a. een lakense jas met bontvoering als loon bezorgd
- pachtgelden van "die waghe ende die mate" in Geervliet, waar alle marktgoederen gewogen en gemeten moesten worden
- pachtgelden van de pontveren tussen Geervliet en Abbenbroek, tussen Geervliet en Heenvliet, en „'t  feer tusschen Hekelinghe ende den moerdijc" (Puttermoer, nu Beijerland).

Alle pachters hadden één of meer borgen, die voor hen instonden als zij niet aan hun verplichtingen konden voldoen.
Tot de uitgaven behoorden datzelfde jaar 1379:
- aankopen van turf voor brandstof en van proviand, o.a. gezouten zalm en paIing
- betalingen voor onderhoud van het Hof en van de dijken
- bodelonen, reiskosten en wedden van hofpersoneel
- betalingen aan leenmannen en uitkeringen aan geestelijken en armbesturen in de diverse dorpen
- onderhoud aan bezittingen van de landsheer, zoals aan de graanmolen in Spijkenisse (in 1382)[62].

Saldo: Uiteindelijk bleek bijna de helft van alle inkomsten aan ridder Zweder uitbetaald, de rest was nodig geweest voor de genoemde uitgaven, terwijl er een batig saldo was van 33 ponden, 12 schellingen en 3 penningen groten.

### Economische interactie
- De heren van Abcoude-Gaesbeek hadden hun hoofdbelangen elders. Deze heren namen ongeveer de helft van de ontvangsten mee naar hun eigen residentie[63] en gaven het geld dus elders uit, terwijl daarvóór hun uitgaven in de regio werden gespendeerd. Hierdoor vloeiden de baten van het land naar elders. Dit verschijnsel bleef eeuwenlang ongewijzigd en drukte op de verhoudingen een hard stempel.[64] In feite werd de heerlijkheid zo een wingebied voor de heren en graven: ze haalden er opbrengsten uit, maar gaven dat geld elders uit.
- Boeren moesten tienden afdragen en hadden een deel van hun productie nodig voor hun eigen levensonderhoud. De rest kon men ruilen of verkopen, en zo goederen aanschaffen die men niet zelf produceerde, zoals klompen en bouwmateriaal. Voor Putten binnen de ring was Geervliet het centrale distributiecentrum. De gemiddelde bewoner kwam zelden buiten het eigen eiland, alleen ambtenaren, handelaars en enkele herenboeren reisden, vooral per boot, bijvoorbeeld met beurtvaart.[65]

## Vervolg en afloop
Nadat de eerste polders eind 12e eeuw waren ontstaan en de organisatie ervoor was opgezet, kwamen er meer polders en waren er andere ontwikkelingen.

### Ontwikkelingen polders
Na de eerste polders volgden er meer. In 1305 werd op het eiland Putten de ringdijk rond het eiland gesloten, "de Ring van Putten".
In de 15e eeuw bleek dat de dijk van de polder (Nieuw-)Putten (in het uiterste oosten van het eiland Putten) de zwakke plek was in de ring. Het ambacht had een zeer lange en steeds meer bedreigde buitendijk te onderhouden en binnen de polder was veel land onbruikbaar, o.a. omdat het veelvuldig was uitgemoerd. Daardoor was de dijklast steeds moeilijker te dragen. Een poging in 1462 om andere ambachten te laten meebetalen aan de kosten van kribben aan de Putse dijk, mislukte. Waarschijnlijk voelden de andere ambachten zich veilig achter de middeldijk, die na de stormvloeden van 1437 dwars door Hekelingen was gelegd en waaraan het ambacht Putten niet had meebetaald. De stormvloeden van 1530 en 1532 werden deze polder fataal; Putten werd opgegeven. Maar nadat de verdronken gronden voldoende waren opgeslibd, werden die toch weer teruggewonnen: in 1558 werd de Oude Uitslag en in 1565 de Nieuwe Uitslag van Putten herdijkt. Zij werden echter niet meer in de Ring van Putten opgenomen. Later werd de uiterste oosthoek opnieuw van kaden voorzien en kreeg de naam Wolvenpolder. Deze drie polders hadden vruchtbare landbouwgronden waarop o.a. koren en bieten werden verbouwd.
Hoewel er nu dijken om de polders lagen, kwamen er nog steeds overstromingen voor. Na een overstroming werden de dijken in het algemeen hersteld en zo mogelijk verstevigd. Na een overstroming bleef het land echter nog lange tijd zilt, waardoor de inkomsten achterbleven. Hoe langer polderbesturen draalden met herstel en het afvoeren van zout water, hoe langer men ook last had van de zoute bodem, jarenlang. Voor veel boeren was het vaak niet meer lonend om opnieuw te beginnen; zij trokken vaak weg, als ze al niet tijdens de overstroming met hun vee waren omgekomen.
Tijdens de Sint-Elisabethsvloed (1421) overstroomde heel Putten. In 1422 werden op het eiland Putten de dijken gedicht. Met Jacob van Gaasbeeks landen in de Grote- of Zuidhollandse Waard was dat niet het geval. Mede door de Hoekse en Kabeljauwse twisten bleven de meeste gronden rond Strijen een halve eeuw onbedijkt liggen en vormden zich de Biesbos en de Nieuwe Merwede. Hierdoor ging er meer water naar zee stromen door het Hollands Diep en het Haringvliet, en minder door de Oude Maas, de Striene en de Bernisse. Dit had tot gevolg dat de waterhuishouding rond Putten ingrijpend veranderde: de Bernisse verlandde en er kwam meer aanwas langs de Bernisse en het Spui. Die aanwas was het startsein voor een reeks van nieuwe bedijkingen (Zuidland, Velgersdijk, Schuddebeurs, in de Hoeksche Waard, Hoenderhoek).

### Meer rechten voor Geervliet en Zuidland

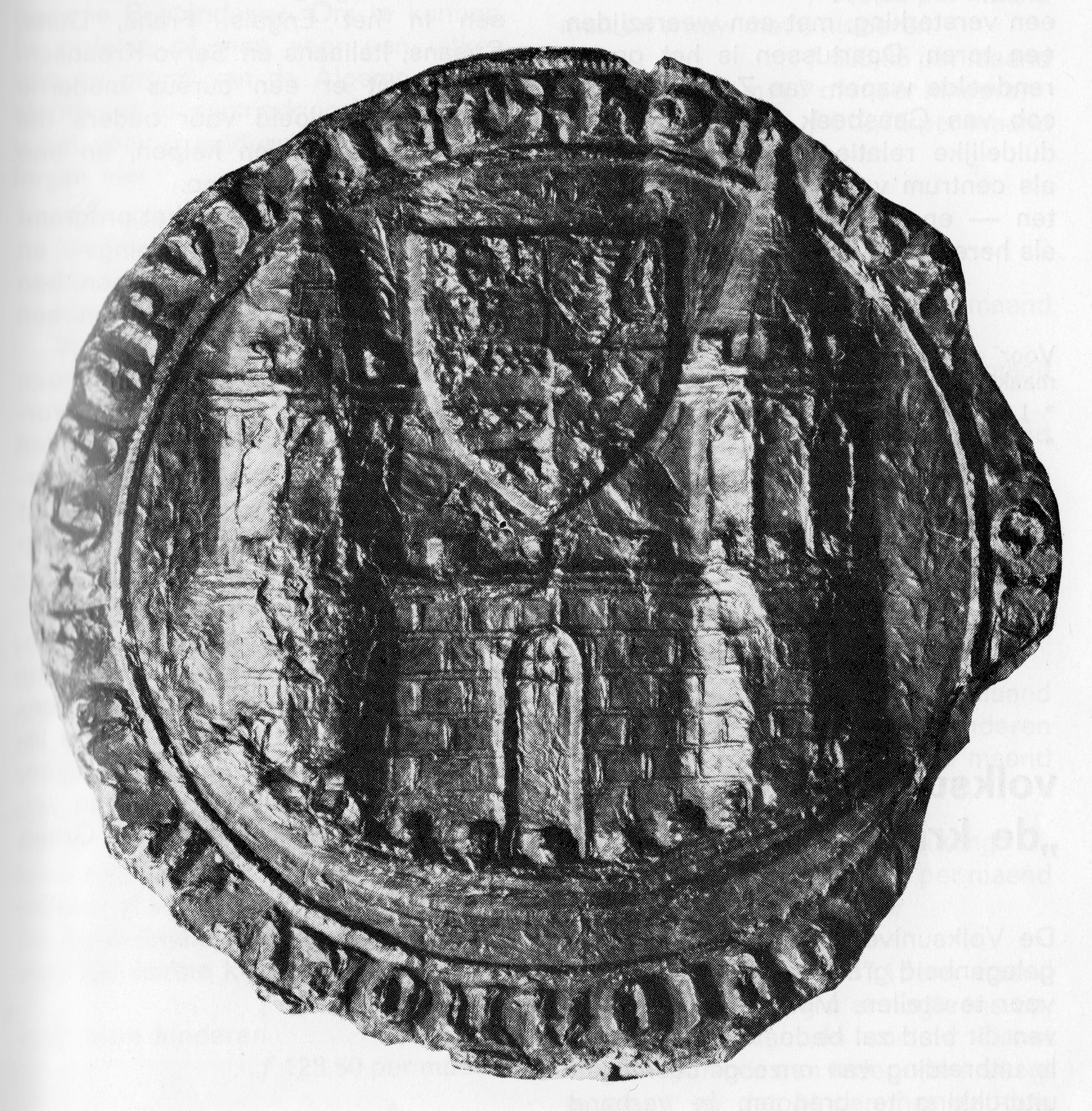
Stadszegel Geervliet (eerste helft 15e eeuw)

- In 1381 verschafte Zweder van Abcoude, heer van Putten, aan Geervliet stadsrechten. Dit betekende dat Geervliet een eigen bestuur en rechtspraak kreeg, voortaan zelf wetten en verordeningen voor zijn eigen administratief gebied mocht uitvaardigen, maar toch ondergeschikt bleef aan het landsheerlijk gezag[70]. Overigens werd Geervliet nooit de bloeiende stad die men in de 14e eeuw voor ogen had gehad. Oorzaken waren onder andere concurrentie van andere steden, zoals Dordrecht, en scheepvaartroutes die werden verlegd (door bijvoorbeeld de Sint-Elisabethsvloed kwamen er elders vaargeulen).[71]
- In 1439 gaf Jacob van Gaasbeek aan het dorp Zuidland het recht van een vrije week- èn jaarmarkt. Vooral die jaarmarkt werd van meer dan regionale betekenis: ook kooplieden uit de steden van Holland, Zeeland, Brabant en Vlaanderen vaarden erheen.[72]

### Onderdeel van het graafschap Holland
Vanaf 1467, toen Karel van Charolais, de laatste heer van Putten, zijn vader was opgevolgd als graaf van Holland, ging de bestuursvorm over in een baljuwschap, en werd de naam Baljuwschap Land van Putten.

### Archief
Het oudste archief van de heren van Putten bevond zich op kasteel Puttensteyn (tussen Oud-Beijerland en Heinenoord). Maar dat werd in 1304 verwoest tijdens een oorlog. Hierbij ging het volledige archief in vlammen op, waardoor er nauwelijks documenten over de Heerlijkheid Putten zijn van vóór 1304. Alleen uit andere archieven zijn archiefstukken uit die vroege tijd overgeleverd, zoals in de archieven van de graven van Holland en dat van Utrecht.
Daarna is opnieuw archief opgebouwd, aanvankelijk in de Hof van Geervliet. Ten tijde van het bewind van Jacob van Gaasbeek (1407-1459) werd een belangrijk deel overgebracht naar Gorinchem en na zijn dood (1459) naar Den Haag. Sindsdien is er veel van het archief verloren gegaan. In 1529 werden de charters (samen met de andere Hollandse charters) overgebracht naar een vochtige burcht in Gouda, waardoor vele documenten  geruïneerd of onherstelbaar beschadigd zijn. Bovendien werd op 3 maart 1945 het gebouw van de provinciale griffie van Zuid-Holland gebombardeerd, waarbij zowel het bronnenmateriaal als het onderhanden manuscript over Voorne-Putten en Rozenburg waar L.F. Teixeira de Mattos (1872-1945) aan werkte, verloren ging. Hierdoor is er veel onzeker over de geschiedenis van de heerlijkheid Putten.
Wat er van dit archief over is, bevindt zich nu in het Nationale Archief in Den Haag, met als belangrijkste onderdeel 3.19.43 Inventaris van het archief van de Heren van Putten en Strijen, 1235-1459.

## Putse maten en geldeenheden
De destijds gebruikte maten en munteenheden wijken af van de huidige:
- Duim: 2,6 cm
- Voet: 12 of 13 duimen
- El: 68 cm
- Roede: 4,08 m, verdeeld in 12 voeten van 12 duimen.
- Lijn: 100 vierkante roeden
- Gemet: ongeveer een halve hectare (iets minder of iets meer), verdeeld in drie lijnen van elk honderd vierkante roeden of schaften
- Schacht of Schaft: inhoudsmaat met de grootte van een vierkante Putse roede (4,08 m X 4,08 m) en een dikte van één Putsche voet (één steek met een schop), ongeveer 51/3 m3[76]
- Pond: het Vlaamse pond, bevatte 20 schellingen
- Schelling: 12 penningen
- Penning of Groot: bestond uit 24 mijten, myten of mieten
- Obolis: halve penning.

### Meer lezen
- Rekeningen van de domeinen van Putten 1379-1429 : Met bijbehorende stukken (Rijks Geschiedkundige Publicatiën, GS 170  171) / J.L. van der Gouw. - 's-Gravenhave: Martinus Nijhof, 1980. Digitaal beschikbaar via het Huygens Instituut